# Pedro de Valdivia
Pedro Gutiérrez de Valdivia (Villanueva de la Serena, Extremadura, Corona de Castilla, España, 17 de abril de 1497-Tucapel, Gobernación de Chile, Virreinato del Perú, Imperio español, 25 de diciembre de 1553) fue un militar y conquistador español de origen extremeño.
Tras participar en diversas campañas militares en Europa, viajó a América, donde formó parte de las huestes de Francisco Pizarro, gobernador de Perú. Con el título de teniente gobernador otorgado por Pizarro, lideró la Conquista de Chile a partir de 1540. Fundó las ciudades más antiguas de Chile, incluyendo la capital Santiago (1541), La Serena (1544), Concepción (1550), Valdivia (1552) y La Imperial (1552). Además, dispuso la fundación de las ciudades de Villarrica y Los Confines (Angol).
De parte de sus compañeros conquistadores organizados en un cabildo, recibió en 1541 el título de gobernador y capitán general del Reino de Chile, siendo el primero en ostentar dicho cargo. Después de contener la resistencia indígena y algunas conspiraciones en su contra, regresó en 1548 al Virreinato del Perú, donde Pedro de la Gasca le confirmó el título. De regreso a Chile, emprendió contra el pueblo mapuche la llamada Guerra de Arauco, en la cual murió en la batalla de Tucapel (1553).
En varias oportunidades estuvo acompañado de Francisco Martínez Vegaso o Francisco Pérez de Valenzuela, entre otros conquistadores españoles. En las primeras campañas de la fundación de Santiago estuvo presente con Juan Jufré y Juan Martín de Candia con quienes había viajado desde el Alto Perú. También estuvo con el posterior toqui mapuche Lautaro.

## Orígenes

### Familia
Valdivia nació el 17 de abril de 1497 en la región española de Extremadura, en esa época perteneciente a la Corona de Castilla. En la comarca de La Serena, varias localidades disputan ser la cuna del conquistador. A nivel local algunos indican que fue Villanueva de la Serena, otros que fue Campanario (de donde es natural originalmente la familia Valdivia), algunos otros que Zalamea de la Serena, pero la Real Academia Española de la Historia indica que nació en Castuera, donde está su casa natal y la de sus antepasados.
Pedro de Valdivia perteneció a una familia de hidalgos con cierta tradición militar, la Casa de Valdivia. 
El cronista y soldado de la hueste de Valdivia Pedro Mariño de Lobera, señala en su Crónica del Reino de Chile: «el gobernador Don Pedro de Valdivia fue hijo legítimo de Pedro de Onças (Arias) de Melo, portugués muy hijodalgo, y de Isabel Gutiérrez de Valdivia, natural de la villa de Campanario en Extremadura, de muy noble linaje». Sin embargo, nunca ha podido ser encontrado en los archivos españoles documento alguno (civil, militar o eclesiástico) que avale esta afirmación. Por otra parte, el acabado estudio genealógico La familia de Pedro de Valdivia, publicado en 1935 por el erudito chileno Luis de Roa y Ursúa (1874-1947), ha establecido que muy probablemente el conquistador fue hijo legítimo de Pedro Onças de Melo y de su esposa Isabel Gutiérrez de Valdivia, ambos de linaje noble.

### Experiencia militar en Europa y América
En 1520 inició su carrera como soldado en la Guerra de las Comunidades de Castilla, y posteriormente militó en el ejército del emperador Carlos V, destacando su participación durante las campañas de Flandes y las Guerras Italianas, en la batalla de Pavía y en el asalto a Roma. Contrajo matrimonio en Zalamea de la Serena en 1525, con una noble llamada doña Marina Ortiz de Gaete, natural de Salamanca. En 1535 partió al Nuevo Mundo y no volvería a ver a su esposa.
Emprendió viaje a América en la expedición de Jerónimo de Ortal, llegando a la isla de Cubagua en 1535 con el propósito de iniciar la búsqueda del fabuloso El Dorado. En Tierra Firme participó en el descubrimiento y conquista de la provincia de Nueva Andalucía con su amigo Jerónimo de Alderete, compañero de armas en la Guerra de las Comunidades de Castilla. Fue testigo de la fundación de San Miguel de Neverí en 1535. Desavenencias con Ortal hicieron que parte de sus expedicionarios lo abandonaran buscando otros horizontes más prometedores. Alderete, Valdivia y una cuarentena de hombres más estaban entre los alzados. Al separarse llegaron al territorio de la Provincia de Venezuela bajo el control de los Welser de Augsburgo, y como desertores, los detuvieron las autoridades alemanas en Santa Ana de Coro, y los cabecillas fueron enviados a Santo Domingo para ser juzgados.
Valdivia no figuraba entre los cabecillas de la rebelión; fue liberado y se quedó en Coro. Durante esa larga estancia hizo amistad con Francisco Martínez Vegaso adelantado y prestamista español al servicio de los Welser. Años después Valdivia, Alderete y Martínez se asociarían para la conquista de Chile.
Después de un período todavía no esclarecido, en 1538 Valdivia pasó al Perú y se alistó en las fuerzas de Francisco Pizarro, participando como su maestre de campo en la guerra civil que Pizarro mantenía con Diego de Almagro. Al finalizar este conflicto con Almagro derrotado en la batalla de las Salinas, su desempeño militar fue reconocido y recompensado con minas de plata en el Cerro de Porco (Potosí), y tierras en el valle de la Canela (Charcas). Cercana a esta encomienda estaba la parcela asignada a la viuda de un militar, Inés Suárez, con quien estableció un vínculo íntimo, no obstante estar casado en España.

## La ruta a Chile

### Preparando la expedición
Para el gobernador del Perú la iniciativa supuso algunos beneficios y ningún costo. Valdivia dejó disponibles para otro colaborador los repartimientos de indios y la mina. Además la autorización no involucró apoyo económico de las cajas reales, pues era costumbre que los conquistadores se financiasen por su cuenta. Cediendo al entusiasmo del Maestre de Campo, le facultó en abril de 1539 para pasar a la conquista de Chile como su teniente de gobernador, aunque «no me favoreció —escribió más tarde Valdivia—, ni con un tan solo peso de la Caja de S. M. ni suyo, y a mi costa e misión hice la gente e gastos que convino para la jornada, y me adeudé por lo poco que hallé prestado, demás de lo que al presente yo tenía».
Pese a su empeño, las dificultades para reunir financiación y soldados estuvieron a punto de frustrar el plan de Valdivia. Los prestamistas juzgaron desmesurado el riesgo a sus capitales, y la gente rehuyó enrolarse en la conquista de la tierra más desacreditada de las Indias, considerada desde la vuelta de Diego de Almagro como miserable y hostil, sin oro, y de clima muy frío. Al decir de Valdivia en carta al Emperador Carlos V de fecha 4 de septiembre de 1545:

No había hombre que quisiera venir a esta tierra, y los que más huían de ella eran los que trajo el Adelantado don Diego de Almagro, que como la desamparó, quedó tan mal infamada, que como de la pestilencia huían de ella; y aún muchas personas que me querían y eran tenidos por cuerdos, no me tuvieron por tal cuando tuve que gastar la hacienda que tenía, en una empresa tan apartada del Perú y donde el Adelantado no había perseverado.

Hasta que se dirigió a un conocido y acaudalado comerciante prestamista que obraba como soldado adelantado, Francisco Martínez, que acababa de llegar de España con una provisión de armas, caballos, herrajes y otros artículos muy apreciados en las colonias. Martínez accedió asociarse para contribuir, aportando su capital (9000 pesos de oro en mercaderías, valoradas por sí mismo), a cambio de la mitad de los beneficios que produjese la empresa, labor que recaía sobre Valdivia.
Finalmente logró reunir unos 70 000 pesos castellanos, suma escasa para la envergadura de la iniciativa, pues por entonces un caballo por ejemplo, costaba 2000. En cuanto a soldados, solo 11 se enrolaron en la aventura, más la placentina Inés Suárez, que vendió sus alhajas y todo lo que tenía para ayudar a los gastos de Valdivia. Iba en calidad de criada de este, para disimular un poco que era en realidad su amante y amiga.
Cuando ya se disponía a emprender la marcha, llegó a Cuzco el antiguo secretario de Pizarro, Pedro Sánchez de la Hoz, que había vuelto a España luego de hacer fortuna en la conquista temprana del Perú. Regresaba con cédula real otorgada por Rey que le facultaba a explorar las tierras al sur del Estrecho de Magallanes, dándole el título de Gobernador de las tierras que allí descubriese. A instancias y manipulaciones de Pizarro, Valdivia y Sánchez de la Hoz celebraron un contrato de compañía en la que el primero aportaba todo lo reunido al momento, y el segundo se comprometía a aportar cincuenta caballos y doscientas corazas y a equipar dos navíos que al cabo de cuatro meses debían traer a Chile diversas mercaderías para apoyar la expedición. Aquella sociedad mal avenida iba a causar numerosos contratiempos a Valdivia en el futuro, Valdivia no sin razón consideraba a Sánchez de la Hoz como un obstáculo a sus futuras ambiciones patrimoniales.
¿Qué movía a Pedro de Valdivia a emprender un proyecto que casi todos consideraban insensato?. Pensaba que las desacreditadas tierras del sur eran apropiadas para establecer una gobernación de carácter agrícola, y creía poder descubrir suficientes riquezas mineras, si bien no tan abundantes como en el Perú, pero suficientes para sostener una provincia de la que él fuese Señor. Porque por encima de todo Valdivia se proponía establecer un nuevo reino que le diese fama y poder. «Dejar fama y memoria de mí», decía. Aunque uno más de los hidalgos aventureros que por entonces venían de España a «hacer la América», los talentos de Valdivia eran superiores. Bien lo sabía, y estaba convencido de que conseguiría renombre en el «tan mal infamado» Chile, pues mientras más difícil la empresa, más fama para el emprendedor. Astuto, infatigable y con gran sentido de la oportunidad, este líder audaz, a menudo imprudente, tuvo la virtud —y acaso la genialidad— de levantar la mirada por sobre riquezas triviales y ver futuro allá, donde los demás solo veían dificultades.

### Inicio de la expedición
Desde la sierra cuzqueña bajaron al este hasta el valle de Arequipa, siguiendo al sur por la zona cercana a la costa. Pasando por Moquegua y luego Tacna, acamparon en la quebrada de Tarapacá. Durante este trayecto nuevos auxiliares se sumaron a la pequeña hueste, hasta sumar veinte castellanos. De Pedro Sánchez de la Hoz, que debía haberse unido aquí a la expedición aportando las especies comprometidas, no se tenía noticia. El otro socio de la empresa, el capitalista Francisco Martínez, tuvo un grave accidente y debió volverse al Perú.
La noticia de la marcha de Valdivia se había difundido por el altiplano, y varios soldados se le unieron en Tarapacá. Entre ellos, algunos que más tarde tendrían rol protagónico en la conquista de Chile: Rodrigo Araya con dieciséis soldados; también Rodrigo de Quiroga, Juan Bohón, Juan Jufré, Gerónimo de Alderete, Juan Fernández de Alderete, el capellán Rodrigo González de Marmolejo, Santiago de Azoca y Francisco de Villagra. La Expedición de Pedro de Valdivia a Chile ya sumaba 110 españoles.
Partieron entonces para Atacama la Chica siguiendo el Camino del Inca donde hicieron campamentos en Pica, Guatacondo y Quillagua para llegar a Chiu-Chiu. Allí Valdivia se enteró de que su camarada de Italia Francisco de Aguirre se encontraba en Atacama la Grande (San Pedro de Atacama) y salió con algunos jinetes a su encuentro. Esto le salvó providencialmente la vida.
En efecto, Pedro Sánchez de la Hoz, que había quedado en el Perú tratando de reunir los refuerzos pactados, solo había conseguido que le cobrasen antiguas deudas. Pero sintiéndose respaldado por la designación real de gobernador, una noche a comienzos de junio de 1540 llegó al campamento de Valdivia en Atacama la Chica (Chiu-Chiu) junto a Antonio de Ulloa, Juan de Guzmán, y otros dos cómplices. En sigilo se acercaron a la tienda donde suponían encontrar durmiendo a Valdivia, con el propósito de asesinarle y tomar el mando de la expedición.
Al entrar en la morada a oscuras, advirtieron que en el lecho no estaba Valdivia sino doña Inés Suárez, quien dio grandes gritos de alarma y reprendió con dureza a Pedro Sánchez, mientras este se disculpaba nerviosamente. Ya despierto el campamento por el alboroto de doña Inés, acudió el alguacil de campo Luis de Toledo con algunos soldados para castigar a los intrusos, pero al ver que se trataba del encumbrado personaje optó por enviar un mensajero a alertar a Valdivia de la sospechosa conducta de su socio.
A su regreso Valdivia con mal disimulado enojo pensó en colgar a Sánchez de la Hoz, aunque finalmente le perdonó la vida a cambio de la renuncia por escrito a todo derecho (a su cédula real) de expedición y conquista. De los cómplices desterró a tres, pero Antonio de Ulloa se ganó su confianza y fue incorporado a las huestes.

### Desierto de Atacama y valle de la Posesión

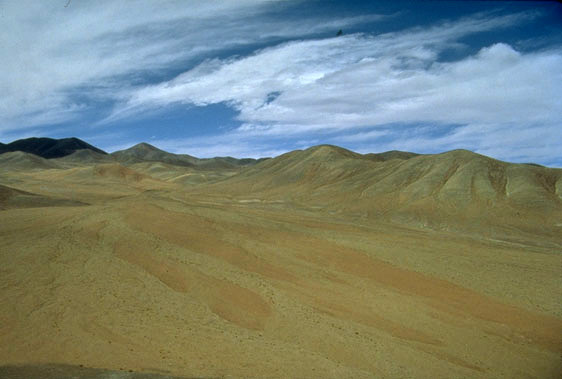
El desierto de Atacama.

Según Vivar, para entonces la expedición completaba «ciento cincuenta y tres hombres y dos clérigos, los ciento y cinco de a caballo y cuarenta y ocho de a pie», más el millar de indios de servicio, cuyo lento andar por la carga del bagaje determinaba el ritmo del avance.
Al entrar al vasto, seco y temible Desierto de Atacama, ardiente (40 a 45 °C) de día y gélido (-10 a -5 °C) en la noche, Valdivia dividió la expedición en cuatro grupos, que marcharon separados por una jornada, dando así tiempo a que las escasas fuentes de agua, agotadas por un grupo, pudiesen recuperarse mientras llegaba el siguiente. El jefe salió en la última cuadrilla, pero se adelantaba con dos de a caballo, para animar a sus hombres, «mirando como todos pasaban sus trabajos, sufriendo él con el cuerpo los propios que no eran pequeños, y con el espíritu los de todos».
Ya en lo profundo del Desierto el aliento del líder se hizo más necesario. De tanto en tanto tropezaban con los restos muertos de hombres y animales, algunos de la expedición de Almagro: «Son tan ásperos y fríos los vientos de los más lugares de este despoblado, refiere Pedro Mariño de Lobera, que acontece arrimarse el caminante a una peña y quedarse helado y yerto en pie por muchos años, que parece estar vivo, y así se saca de aquí carne momia en abundancia». Junto con señalarles la ruta, aquellos cadáveres confirmaban la fama del país donde la iniciativa de Valdivia los iba metiendo.
Tal vez afligido por el macabro paisaje, Juan Ruiz, uno de los rotos que ya había estado en Chile con Almagro, se arrepintió de la aventura. Decía en secreto a sus compañeros «que aquí no había de comer ni para treinta hombres, y andaba amotinando gente para volverse al Perú». Advertido de la sedición por su maestre de campo Pedro Gómez de Don Benito, Valdivia mostró la otra cara dura de su liderazgo. Ni siquiera permitió confesar al insurrecto y le hizo ahorcar sumariamente por traición, continuando sin más la marcha.
El grupo de vanguardia de la expedición, que encabezaba Alonso de Monroy, llevaba herramientas para mejorar los pasos y evitar que los caballos despeñasen. También procuraba profundizar los pequeños pozos que conocían los guías indios, «porque tuviesen agua clara que no faltase para la gente que atrás venía». Sin embargo, cuando llevaban unos dos meses de camino por el desierto más seco del planeta, solo encontraron manantiales agotados, y el ejército creyó perecer en la batalla contra la deshidratación bajo el aplastante sol atacameño. Los hombres iban perdiendo la esperanza.

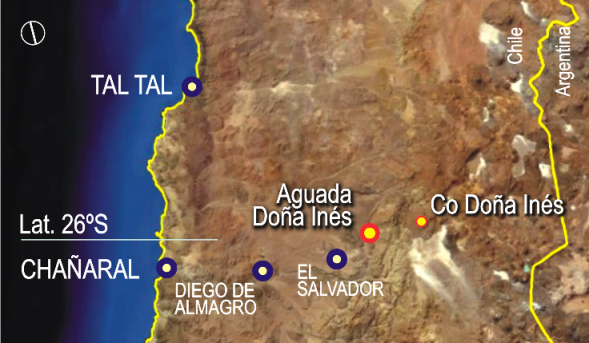
Aguada Doña Inés: Mariño de Lobera insinúa su hallazgo como milagro. Vivar sin embargo no lo menciona en su detallada crónica del paso por el desierto de Atacama. Por su parte Barros Arana escribió en 1873: «El pozo o vertiente que hoy lleva el nombre de doña Inés y que produce todavía un poco de agua, es probable que sea el mismo a que se refiere Mariño, aunque seguramente este, arrastrado por la pasión de lo maravilloso que dominaba a los conquistadores españoles, haya exagerado la importancia del trabajo mandado hacer por Inés Suárez, la cual quizá no hizo otra cosa que descubrir una vertiente natural».

Pero la mujer no. Cuenta Mariño que Inés Suárez mandó cavar a un yanacona «en el asiento donde ella estaba», y cuando había profundizado no más de un metro, el agua brotó con la abundancia de un arroyo, «y todo el ejército se satisfizo, dando gracias a Dios por tal misericordia, y testificando ser el agua la mejor que han bebido la del jahuel de doña Inés, que así le quedó por nombre». Aunque es difícil dar crédito a este prodigio, al menos en los términos descritos por el valioso cronista, lo cierto es que desde entonces ese lugar hasta hoy se llama Aguada de Doña Inés. Se encuentra sobre una quebrada de nombre Doña Inés Chica, a unos 20 km al noreste de El Salvador, y al pie de un monte conocido como Cerro Doña Inés, situado inmediatamente al norte del Salar de Pedernales.
Pocos días después las fatigas del Despoblado terminaban, si bien «perecieron muchas personas de servicio así indios como negros». El jueves 26 de octubre de 1540, la expedición pudo acampar en la ribera de un ameno riachuelo donde, dice el citado narrador, «no solamente los hombres manifestaban extraordinario consuelo con verse fuera de tantas calamidades, más aún también los caballos insinuaban el regocijo que sentían, con los relinchos, lozanía y bríos que mostraban, como si reconocieran el término de los trabajos». Estaban en el espléndido valle de Copiapó, o Copayapu en lengua indígena. Al entrar en él tuvieron que enfrentar en batalla a huestes de la etnia diaguita, estimada por Lobera en ocho mil guerreros, a la que derrotaron fácilmente, pudiendo así instalarse en el valle.
Como aquí comenzaba su jurisdicción, Valdivia llamó a toda la tierra que hubiese de este valle al sur la Nueva Extremadura en recuerdo de su suelo natal. Hizo colocar una cruz de madera en un sitio prominente y a continuación, relata un historiador, «formóse la tropa ostentando sus uniformes militares y sus relucientes armas y los sacerdotes entonaron el Te Deum, tras lo cual tronó la artillería, redoblaron los tambores y atabales y prorrumpieron los expedicionarios en aclamaciones de alegría. En seguida el conquistador, con la espada desnuda en una mano y el pendón de Castilla en la otra, dio con aire marcial unos cuantos paseos por el sitio y declaró posesionado el valle, en nombre del rey de España, y por ser este el primer territorio habitado de la conquista a él encomendada, ordenó se le denominase Valle de la Posesión».
Aún en medio del júbilo general, un detalle de esta ceremonia no pasó inadvertido para algunos. Valdivia debía ocupar el territorio a nombre del gobernador Pizarro, del que era su teniente, mas lo hizo en nombre del Rey Carlos V, provocando suspicacias en los conquistadores que le eran menos afines. Algunos declararon en el proceso que varios años más tarde se le siguió ante el virrey La Gasca, «que llegado al valle de Copiapó (Valdivia) tomó posesión de él por S. M., sin llevar provisiones sino de don Francisco Pizarro por su teniente, dándonos a entender que era ya gobernador».

## Conquista de Chile

### Fundación de Santiago de Chile
Renueva la marcha al sur siguiendo el Camino Inca. Al caer al valle del río Laja por el valle de Putaendo, el curaca Michimalonco lo intentó detener con escaramuzas sin éxito. Avanzó luego más al sur, trasponiendo las grandes ciénagas de Lampa y Quilicura, hasta llegar el 13 de diciembre de 1540 al valle amplio y fértil del río llamado por los picunche Mapuchoco (actual Mapocho), que desciende bordeando la falda meridional de un cerro llamado Tupahue. Al enfrentar un peñón llamado AHuelénWala en mapudungún, el cauce se dividía en dos brazos, dejando encerrada entre sus brazos una isla de tierra llana. Había sequía ése año y los aborígenes se encontraban en hambruna.  Cerca de ahí, en la actual localización de la Estación Mapocho, había un tambo inca que partía hacia la Cordillera el Camino de las Minas, que terminaba en la actual Mina La Disputada de Las Condes, con al menos dos tambos intermedios. Este camino era usado para transitar hacia el apu de Cerro El Plomo, donde se celebraban ofrendas a Viracocha.

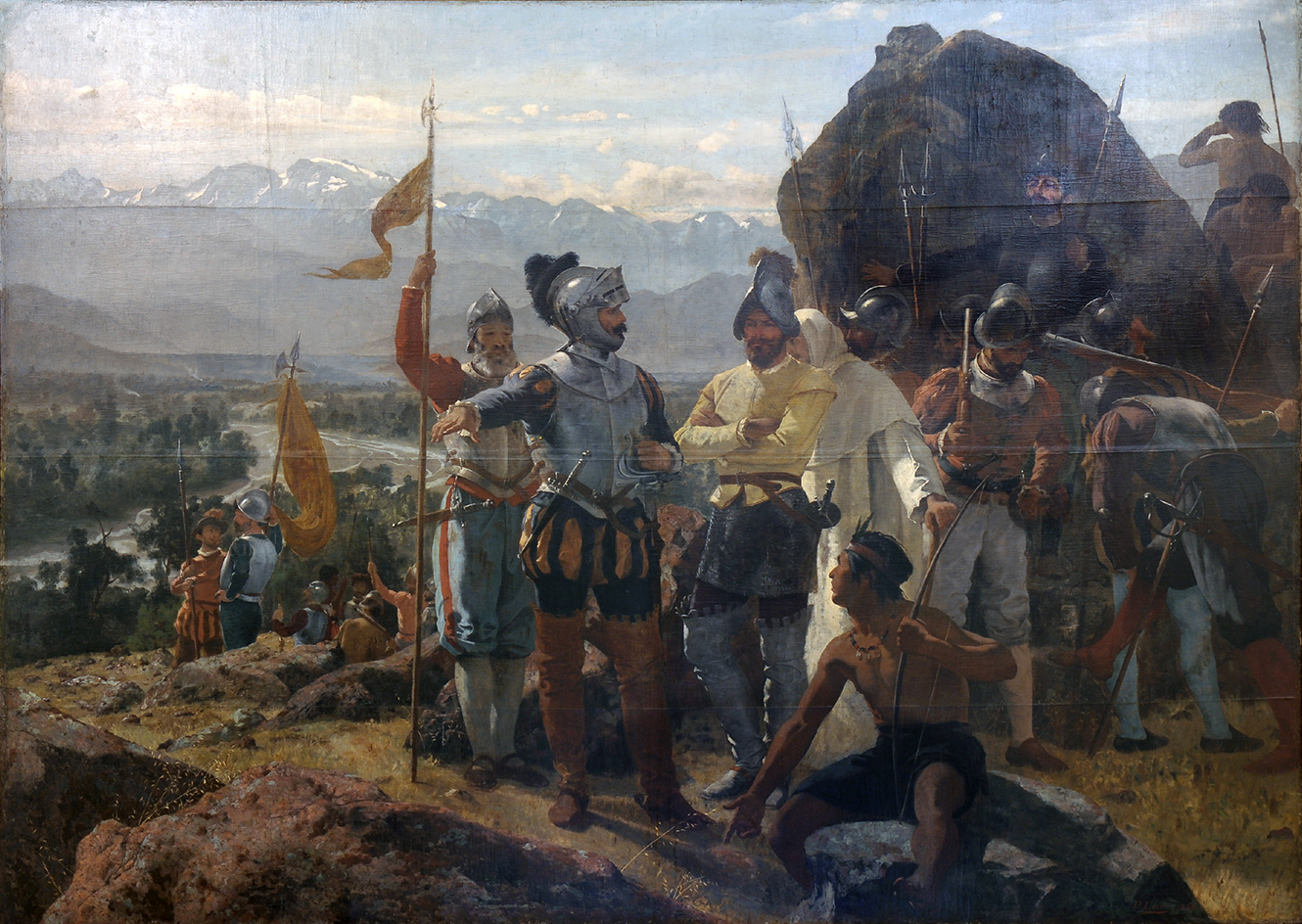
La fundación de Santiago, óleo de Pedro Lira (1888). La obra muestra a Pedro de Valdivia en la cima del Huelén, señalando hacia el centro del lugar escogido para fundar la ciudad, la actual Plaza de Armas, el 12 de febrero de 1541. Atrás se aprecia el río Mapocho, y al fondo el cerro El Plomo, la cumbre andina más alta del valle.

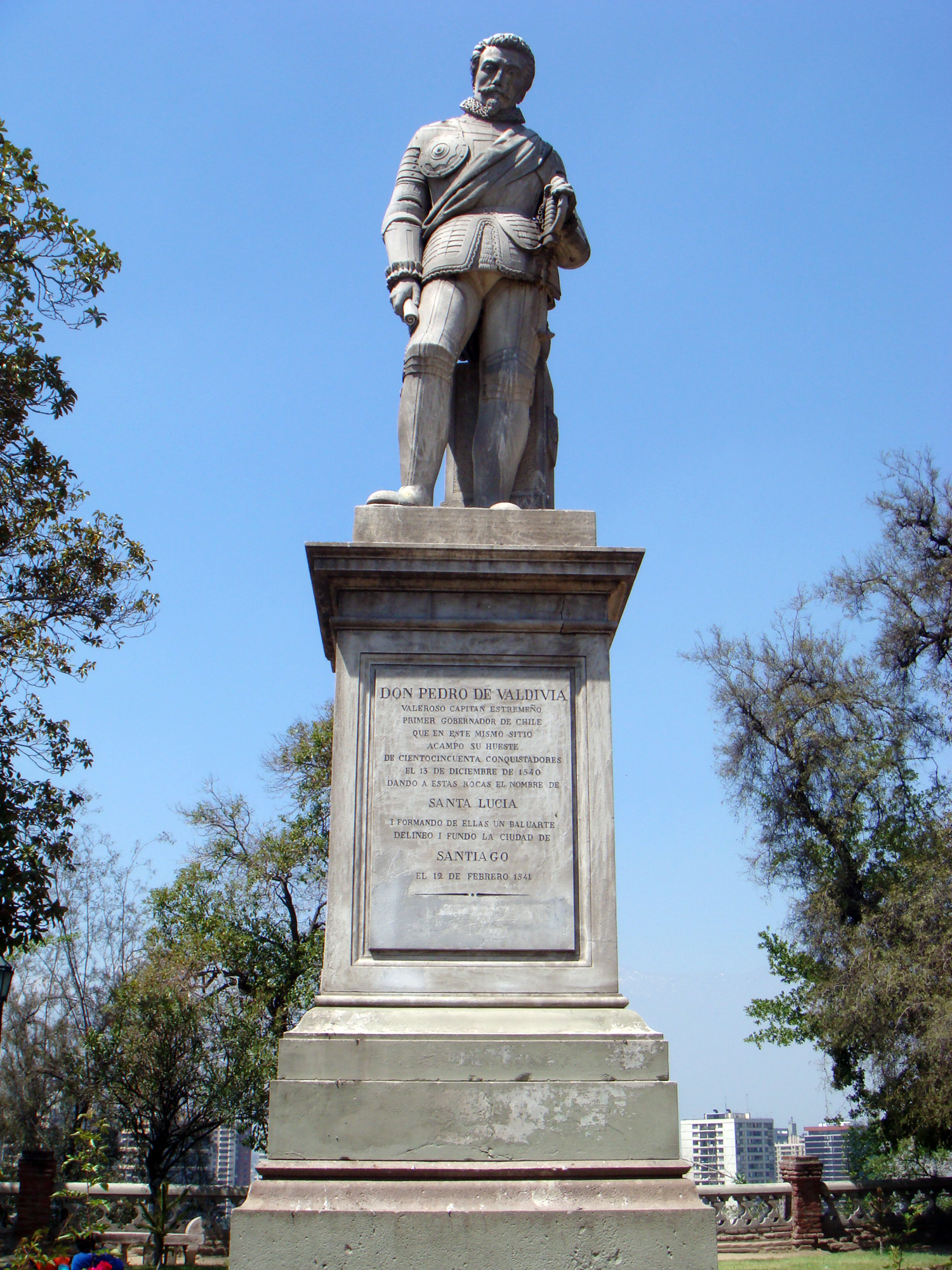
Monumento a Pedro de Valdivia en el Cerro Santa Lucía en el lugar exacto donde fue fundada la ciudad de Santiago de Nueva Extremadura.

Valdivia instaló el campamento en el Cerro Blanco donde había un pucara inca 
La zona estaba en una guerra civil. Esperó en la cima de este cerro, colocando una ermita en la base donde instaló a su amante Inés de Suárez. Proyectó fundar esta ciudad entre ambos cerros mientras esperaba una etapa propicia. 
esperó hasta el día de Santa Lucía en que debía cruzar por sincretismo religioso para ocupar la explanada solsticial. Un sacerdote jesuita le había informado que ese día , se cumpliría un ciclo metónico. Y así pudo manipular a los picunches.
El lugar le pareció adecuado para fundar una ciudad. Flanqueado al norte, sur y este por barreras naturales, el emplazamiento permitía a los conquistadores defender mejor el poblado de cualquier ataque indígena. Por otro lado, la población aborigen era más abundante en el valle del Mapocho que en los valles de más al norte, asegurando a los conquistadores mano de obra para cultivar la tierra, y sobre todo para explotar las minas que todavía tenían esperanza de descubrir, a pesar de que los naturales las decían escasas.
Con todo, parece que no era su intención dar a este asentamiento de armas el carácter de capital del reino. Años más tarde Valdivia vendería sus solares y otros bienes en el valle del Mapocho, estableciendo su residencia en la ciudad de la Concepción, que estimaba ubicada en el centro de su jurisdicción, tenía en sus inmediaciones lavaderos de oro, y una enorme población aborigen.
El 12 de febrero de 1541, se fundó la ciudad de Santiago del Nuevo Extremo a los pies del Huelén, rebautizado como Santa Lucía. Trazó la ciudad el alarife Pedro de Gamboa en forma de damero, dividiendo en manzanas el terreno dentro de la isla fluvial, las que se repartieron a la vez en cuatro solares para los primeros vecinos. Al trazado y formación de la ciudad le siguió en el mes de marzo la creación del primer cabildo, importando el sistema jurídico e institucional español. La asamblea quedó integrada por Francisco de Aguirre y Juan Jufré como alcaldes, Juan Fernández de Alderete, Francisco de Villagra, Martín de Solier y Gerónimo de Alderete como regidores, y Antonio de Pastrana como procurador.
Apenas instalados, llegó a oídos de Valdivia una información de la mayor gravedad aunque de origen desconocido; se difundió en la colonia que los almagristas habían asesinado en el Perú al gobernador Francisco Pizarro. De ser cierta la noticia, los poderes de teniente gobernador de Valdivia y los repartimientos entregados a los vecinos podían quedar automáticamente extinguidos, al venir otro conquistador del Perú a regir la tierra y distribuirla entre su hueste.

### Gobernador y capitán general
Considerando la situación política en Perú, el cabildo resolvió entregar a Valdivia el título de Gobernador y capitán general Interino en nombre del Rey. Astuto, Valdivia, hasta entonces Teniente de Gobernador de Pizarro rechazó públicamente el cargo inicialmente, para no quedar como traidor ante este por si seguía vivo (Pizarro fue asesinado 15 días después). Sin embargo, ante la amenaza de los vecinos de entregar a otro el gobierno, Valdivia, que en realidad deseaba ardientemente ser nombrado Gobernador, aceptó el 11 de junio de 1541. Eso sí, dejó constancia escrita que se sometía a la decisión del pueblo contra su voluntad, cediendo solo porque la asamblea le hacía ver que así servía mejor a Dios y al Rey.
Sobre este particular, se ha especulado que el mismo Valdivia se las arregló para correr el mismo el rumor sobre la muerte de Pizarro. Sostiene la sospecha la siguiente circunstancia: no obstante ser efectivo que el gobernador del Perú fue asesinado por los almagristas, el hecho no tuvo lugar sino hasta el 26 de junio de 1541, cuando ya Valdivia había recibido el cargo de Gobernador de Chile del cabildo de Santiago. Además, resulta un tanto extraño que el extremeño se haya negado ya no una, sino tres veces, a aceptar; pues existiendo presunciones sobre la muerte de Pizarro, la solicitud del cabildo resultaba del todo razonable.
Como haya sido, debe tenerse en cuenta que mientras a Pizarro la empresa de Chile no le había costado más que el papel en que extendió la provisión a Valdivia, este abandonó su cómoda posición en el Perú, asumió deudas y aceptó sociedades cuyos términos rayaban en la usura, «para dejar fama y memoria de mi» conquistando lo que se creía la tierra más pobre del Nuevo Mundo, «donde no había como dar de comer a más de cincuenta vecinos».

### La nueva colonia

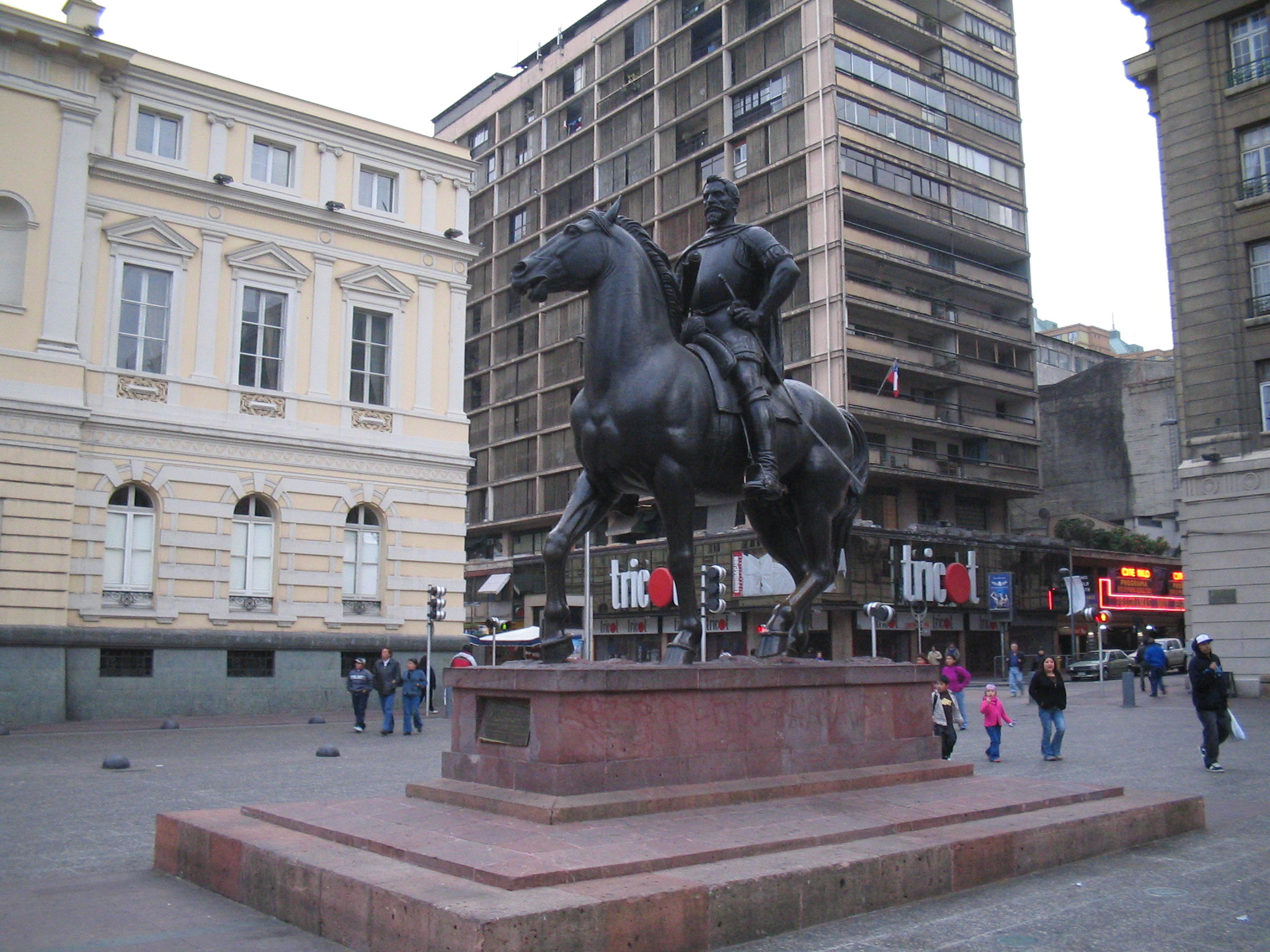
Monumento a Pedro de Valdivia en la plaza de Armas de Santiago. Estatua en bronce realizada por el español Enrique Pérez Comendador.
Sostiene el conquistador en su mano derecha el rollo del acta de la fundación de Santiago, y apoya la izquierda en la espada, símbolo de justicia. En la metáfora del artista, el robusto caballo sin riendas es Chile, que camina al futuro por su cuenta a partir de la obra del fundador.

Las casas de la aldea se edificaron con los pocos materiales disponibles en el entorno, madera con revoque de barro y techo de paja. La plaza era un pedregal eriazo con un gran madero vertical empotrado en el centro, símbolo del dominio del Rey de Castilla. Una acequia abastecía el agua desde una vertiente del Santa Lucía, atravesando el poblado hacia el este. Al costado norte de la plaza estaba el solar y rancho de Valdivia, una ramada para las asambleas del cabildo y el recinto de la cárcel. La iglesia y solares de los curas en el frente poniente.
El principal afán del Gobernador era el hallazgo de oro a su vez un argumento para atraer nuevos contingentes para profundizar la conquista y poblamiento. De encontrarlo justificaría la expedición y mejoraría el ánimo de los 150 aventureros que le acompañaban, algunos ya inquietos. Se daba por contado que el oro no sería tan abundante como en el Perú, pero debía haberlo, por el tributo en el metal que antaño pagaban los naturales chilenos al Inca. Intentando descubrir de dónde salía esa contribución, y para proveerse de alimentos hurtándolo en las siembras de los indios, Valdivia y la mitad de sus hombres salían con frecuencia a reconocer los valles de las inmediaciones, dejando en la aldea como teniente de gobernador a Alonso de Monroy.
Una de esas excursiones los llevó al sector costero del valle de Chile (Aconcagua) donde les esperaba un belicoso cacique principal, Michimalonco, el poderoso cacique que allí regía y quien ya tenía la experiencia con la presencia española al haber recibido en buenos términos a Diego de Almagro en 1535, y aún antes, al primer español que pisó territorio chileno, Gonzalo Calvo de Barrientos.
Atrincherado en un fuerte con gran número de indios «bien pertrechados para la guerra», el caudillo indígena pretendió aprovechar la salida de los invasores para llevar la lucha a un lugar tácticamente ventajoso para él, y enfrentar primero solo a una fracción de ellos, para luego dar cuenta del resto. Mandó Valdivia a su tropa acometer la fortaleza y prender vivo a Michimalonco, que esperaba le fuese de utilidad. Después de tres horas de combate y la muerte de muchos indios y apenas un español, los castellanos terminaron de arruinar el fuerte, capturando a michimalonco y otros jefes indios con vida.
Empeñado en conseguir la ubicación del oro y mano de obra indígena para extraerlo, trató muy bien a los capturados, quienes aparentemente cedieron a las atenciones y a cambio de su libertad, guiaron a los castellanos a sus lavaderos en las quebradas del estero Marga Marga, muy cerca del lugar de la batalla. Dice el soldado cronista Mariño de Lobera, que al ver la faena los españoles rompieron en expresiones de júbilo:

Y como si ya tuvieran el oro en las bolsas, solo pensaban si había tantos costales y alforjas en el reino donde echar tanto, y cómo en breve tiempo irían a España a hacer torres del metal, comenzando desde luego a hacerlas de viento.

Los caciques deben haber contemplado con mucho interés la escena, pues inesperadamente aparecía un aliado para la defensa de su suelo: la codicia del invasor.

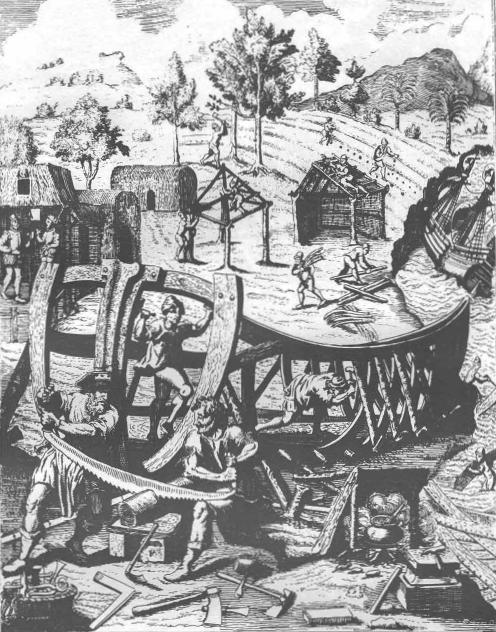
Construcción de un navío. En Historia general de las Indias Occidentales, por Antonio de Herrera y Tordesillas.

Pedro de Valdivia dispuso que dos soldados con experiencia en explotaciones mineras dirigieran a los más de mil indios de trabajo que los caciques habían facilitado. Cerca de ahí, donde el río Aconcagua desemboca en las playas de Concón, zona por entonces abundante en bosques, ordenó también construir un bergantín para transportar el oro al Perú, traer suministros y embarcar allá a los españoles que, imaginaba, se enrolarían en la conquista de Chile al constatar la existencia del metal. A cargo de vigilar ambas empresas quedó al capitán Gonzalo de los Ríos, al mando de unos veinticinco soldados.
A comienzos de agosto, Valdivia se encontraba supervisando personalmente los trabajos del lavadero y astillero, cuando recibió un mensaje escrito de su teniente en Santiago, Alonso de Monroy, avisando que había claros indicios de una conspiración para asesinarle proveniente de Sánchez de la Hoz y sus afines. Regresó de inmediato a la aldea y se reunió con sus capitanes más leales, mas no había pruebas contundentes contra los sospechosos. La calidad de estos, dos de ellos integrantes del Cabildo, aconsejaba extrema cautela en el proceder. Pero interrumpió estas preocupaciones la noticia de un nuevo y grave acontecimiento, una catástrofe que vendría a desmoronar el ya bien encaminado proyecto de Valdivia: llegó a Santiago una noche, tras enajenado galope, el capitán Gonzalo de los Ríos junto al negro Juan Valiente. Eran los únicos sobrevivientes al desastre: Liderados por los caciques Trajalongo y Chigaimanga, los indios de los lavaderos y el astillero se habían sublevado, sin duda porque de no actuar en ese momento, la venida de más españoles en el buque haría más difícil expulsarlos de su tierra. Atrajeron a los codiciosos soldados con una olla repleta de oro, dándoles muerte en una emboscada y arrasando luego las dos faenas. Salió apurado el gobernador con algunos jinetes a verificar el estado de las obras, y si era posible retomar los trabajos, pero «llegando al asiento de las minas donde se había hecho la matanza, no tuvo oportunidad de hacer otra cosa más que de llorar el daño que veían sus ojos». Peor, las informaciones que pudo recoger daban cuenta que los naturales estaban preparando la insurrección general y definitiva. El astillero había sido totalmente destruido además.
Cuando Valdivia entraba de vuelta en Santiago su semblante mostraba pesadumbre. Al verlo, uno de los que conspiraba en su contra, un tal Chinchilla, no pudo evitar que su regocijo desbordara y se puso a correr por la plaza dando brincos de alegría con «un pretal de cascabeles». Supo esto el gobernador, cuyo humor no debe haber estado ya para delicadezas, y ordenó apresarle inmediatamente para ser ahorcado. El mismo Valdivia contaba a su Rey más tarde: «Hice allí mi pesquisa (probablemente torturó a Chinchilla) y hallé culpables a muchos, pero por la necesidad en que estaba (de soldados) ahorqué cinco que fueron los cabezas, y disimulé con los demás, y con esto aseguré la gente». Agrega que los conjurados de Chile estaban de acuerdo con los almagristas del Perú, los que debían matar a Pizarro. Por su parte, Mariño de Lobera confirma que «los cinco confesaron al momento de su muerte ser verdad que se amotinaban». Parece que el propósito de los golpistas era regresar al Perú, acaso en el barco y con el oro. Pertenecían al bando de los almagristas, que ahora regía allá, de modo que sus perspectivas eran mucho mejores en ese país que en esta «mala tierra». Su camino sin embargo, pasaba irremediablemente por el asesinato del Gobernador, ya que este no permitía a nadie abandonar la colonia. El buen cronista Alonso de Góngora Marmolejo describe en estos términos el sentir de los conspiradores: «que habían venido engañados; que mejor les sería volverse al Perú que estar esperando cosa incierta pues no veían muestra de riqueza encima de la tierra, y que no era cosa justa de hombres de bien, que por hacer Señor a Valdivia pasar ellos tantos trabajos y necesidades; que Valdivia era codicioso de mando y que por mandar había aborrecido al Perú, y que agora que los tenía dentro de Chile serían forzados a todo lo que quisiese hacer dellos».
Luego de un brevísimo proceso instruido por el Alguacil Gómez de Almagro, el 10 de agosto de 1541 se levantaron 6 horcas en la plaza de Santiago, en donde fueron ejecutados junto a Chinchilla, don Martín de Solier, noble de Córdoba y regidor del cabildo, Antonio de Pastrana, procurador y suegro de Chinchilla, y dos conspiradores más. Por poco libró esa vez Pedro Sancho de la Hoz, buen amigo del torpe del cascabel, Chinchilla, en cuya compañía había venido del Perú. Para escarmiento de algún otro impaciente que quisiese rebelarse, o siquiera desertar luego del desastre del oro y el bergantín, los cadáveres de los desdichados flotaron al viento en las horcas por mucho tiempo, en lo más alto del Santa Lucía, reforzando su mala fama del Peñón del Dolor.

### La destrucción de Santiago
Tras este segundo intento de darle muerte, Valdivia no tenía alternativa sino proceder en la forma resuelta como lo hizo. Pero aunque fortaleció su autoridad en el frente interno, en el externo la situación de los españoles ofrecía a los líderes indígenas una coyuntura inmejorable para intentar expulsarlos de su tierra o exterminarlos definitivamente. Los asesinatos de españoles deben haber parecido a los caciques evidencia que el asalto de Aconcagua había afectado severamente la moral enemiga, al punto que se mataban entre ellos. 
En contraste, la noticia de la victoria de Trajalongo se propagaba entre las tribus de todos los valles cercanos a Santiago, infundiendo renovado entusiasmo entre los indígenas.
Para organizarlos, Michimalonco convocó a una reunión, a la que concurrieron cientos de indios de los valles de Aconcagua, Mapocho y Cachapoal. Decidieron allí la rebelión total, que se iniciaría ocultando todo resto de alimento, para apremiar aún más a los castellanos y al millar de yanaconas peruanos que les servían. Así, «perecerán y no permanecerán en la tierra, y si acaso quisiesen porfiar, que los matarían por una parte con el hambre y por otra los apocarían con la guerra». Además, esperaban que la necesidad obligara a los hispanos a dividirse saliendo lejos del caserío a abastecerse, dejando el asentamiento desguarnecido.
Ante la falta de víveres y la amenaza de insurrección inminente, Pedro de Valdivia mandó apresar jefes indios en las inmediaciones de Santiago. Con evidente impaciencia dijo a los siete caciques que se logró capturar, «que diesen luego traza en que, o viniesen todos los indios de paz, o se juntasen todos a hacer la guerra, porque deseaba acabar de una vez con ello con bien o con mal». Les exigió además que ordenaran traer «bastimento» a la ciudad, y les retuvo hasta que ello sucediera. Pero desde luego no hubo ataque ni los alimentos llegaron; esperaban que los españoles se dividieran.
El tiempo transcurría a favor de los indígenas. Supo entonces Valdivia que había dos concentraciones de indios de guerra, una de 5000 a 10.000 lanzas en el valle del Aconcagua encabezada por Michimalonco y su hermano Trajalongo, y otra al sur en el valle del río Cachapoal, tierra de los promaucae, que nunca se habían rendido a los españoles.
Decidió entonces partir con noventa soldados, «a dar en la mayor» de esas juntas, la del Cachapoal, «porque rompiendo aquellos, los otros no tuviesen tantas fuerzas». Allá esperaba también reabastecerse de víveres, pues estaba al tanto que esa tierra «era fértil y abundosa de maíces». Debe haber pensado que con los caciques del Mapocho de rehenes, inhibía un ataque de los indígenas de ese valle. A los de Aconcagua ya los había derrotado en su propio fuerte, y habrá estimado que podía resistirlos un contingente no muy grande, bien guarecido en el pueblo. Con todo, resulta un tanto difícil entender esta temeraria decisión de Valdivia, que siempre se mostró sensato en sus planes de guerra: en Santiago dejó solo cincuenta infantes y jinetes, un tercio del total, divididos en 32 jinetes y 18 infantes, a cargo de Alonso de Monroy. A estos hay que agregar un contingente de 200 yanaconas.
Con su reducida guarnición, el teniente Monroy se preparó lo mejor que pudo para soportar la anunciada embestida. Los yanaconas le informaron que los indios se acercaban divididos en cuatro frentes para atacar la ciudad por cada costado, y repartió entonces sus fuerzas en cuatro escuadrones, uno encabezado por él mismo y los otros al mando de los capitanes Francisco de Villagrán, Francisco de Aguirre, y Juan Jufré. Ordenó a sus hombres que durmieran con ropa de combate y con sus armas a la vista. Dispuso asimismo que asegurasen a los caciques presos, y hacer vigilancia de ronda día y noche por el perímetro de la ciudad.

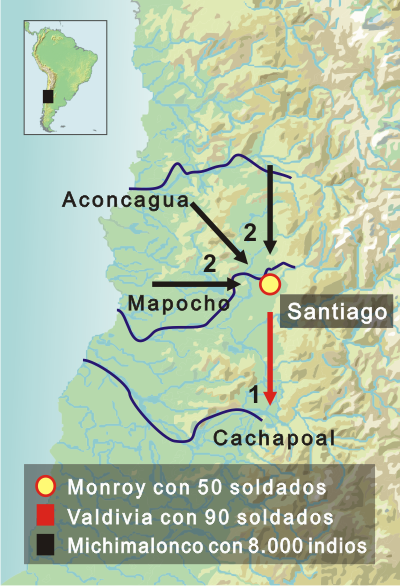
Michimalonco ataca Santiago. Septiembre de 1541.

Mientras tanto, Michimalonco había ya instalado sigilosamente sus fuerzas muy cerca del pueblo. Sus fuerzas sumaban hasta veinte mil lanzas de seguir los datos de Pedro Mariño de Lobeira aunque el jesuita Diego de Rosales, quien escribió un siglo después de los hechos, lo reduce a seis mil (debe de mencionarse que Lobeira es conocido por exagerar frecuentemente el tamaño de los ejércitos de indios que enfrentaron los españoles). El domingo 11 de septiembre de 1541, tres horas antes del amanecer, el atronador bramido de guerra de los ejércitos indios de Aconcagua y Mapocho inició el asalto. Venían provistos de un arma sumamente adecuada: fuego, «que traían escondido en ollas, y como las casas eran de madera y paja y las cercas de los solares de carrizo, ardía muy de veras la ciudad por todas sus cuatro partes».
A la alerta de los centinelas habían salido apuradas los cuadrillas de caballería a tratar de lancear en la penumbra a los indios que inflamaban el caserío desde sus parapetos tras los solares. Aunque el ímpetu formidable de las cabalgaduras lograba desbaratarlos, se rehacían rápidamente, protegidos por las flechas. Michimalonco planeó bien su ataque: los arcabuceros, una de las ventajas tácticas de los españoles, poco podían hacer en la oscuridad, y al llegar el alba el fuego dominaba en toda la villa.
La luz del día y las llamas mostraron al líder indio que la ciudad ya estaba suficientemente vulnerable y mandó a sus escuadrones de asalto a tomarla. Desde los pedregales de la orilla sur del Mapocho, uno de esos pelotones avanzaba resueltamente hacia el recinto desde donde se escuchaban, por sobre la bulla de la batalla, los gritos de Quilicanta y los caciques presos. Monroy mandó una veintena de soldados a cerrarles el paso.
Dice el cronista Jerónimo de Vivar que los rehenes estaban en un cuarto dentro del solar de Valdivia al costado norte de la plaza, puestos en cepo, y que el escuadrón rescatista quería entrar por su patio posterior, probablemente cerca de la actual esquina de las calles Puente y Santo Domingo. Los defensores lograban contenerlos, pero cada vez llegaban más indios de refresco, «que se henchía (llenaba) el patio que era grande».
Inés Suárez, la amante y sirvienta de Valdivia, se encontraba en otra pieza de la misma casa, observando con creciente angustia el avance indígena, mientras curaba heridos. Se dio cuenta de que si se producía el rescate, la moral engrandecida de los naturales haría más probable su victoria. Perturbada, tomó una espada y se dirigió a la habitación de los presos exigiendo a los guardias Francisco de Rubio y Hernando de la Torre, «que matasen luego a los caciques antes que fuesen socorridos de los suyos. Y diciéndole Hernando de la Torre, más cortado de terror que con bríos para cortar cabezas: Señora, ¿De qué manera los tengo yo de matar?»
«¡Desta manera!», y ella misma los decapitó.
Salió enseguida la mujer al patio dónde tenía lugar el combate, y blandiendo la espada ensangrentada en una mano y mostrando la cabeza de un indio en la otra, gritó enfurecida: «¡Afuera, auncaes!, ¡Que ya os he muerto a vuestros señores y caciques!... Y oído por ellos, viendo que su trabajo era en vano, volvieron las espaldas y echaron a huir los que combatían la casa».

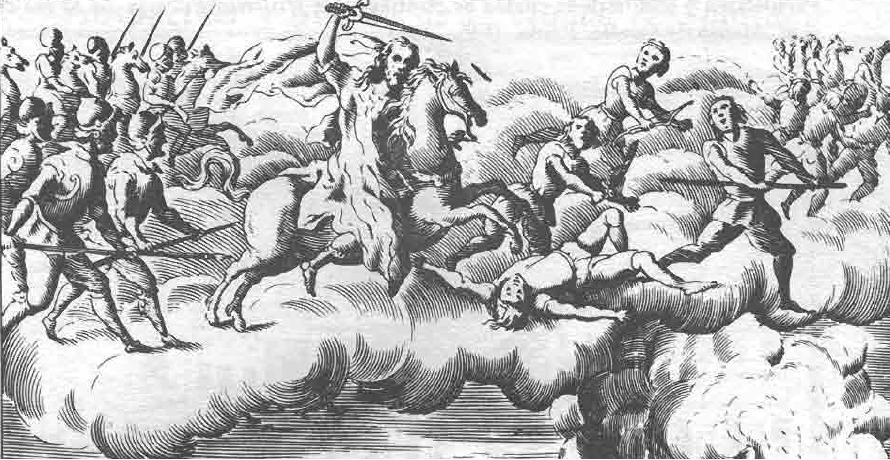
El apóstol Santiago defendiendo la ciudad de Santiago de la Nueva Extremadura. En Histórica Relación del Reino de Chile, por el P. Alonso de Ovalle de la Compañía de Jesús. Roma, 1646.
Grabado basado en la Crónica de Mariño de Lobera:«Michimalonco mandó que mientras todos bebían un poco para entrar con más esfuerzo, fuesen a la ciudad algunos espías para contar los españoles que en ella había, deseando saber si había algunos menos de los treinta y dos de a caballo y diez y ocho de a pie, habiendo muerto alguno en la batalla. Los espías contaron a los españoles uno a uno muchas veces, y hallaron siempre ser treinta y tres los de a caballo. Fueron con esta relación al general Michimalongo, el cual hizo burla de ellos, diciendo que debían estar embriagados y que él no pretendía saber si los de a caballo eran más de treinta y dos, sino si eran menos, pues no haber más era cosa muy cierta, y que a todos constaba sin duda alguna. Y tornando a enviar otros espías le dieron la misma relación que los primeros, lo cual hicieron otros muchos indios que envió diversas veces concordando todos en que los de a caballo eran treinta y tres, lo cual, había también notado Francisco de Villagrán al tiempo de la batalla, por lo cual se tuvo por cosa cierta, como lo fue, que aquel caballero que allí estaba demás de los treinta y dos conocidos era el glorioso Apóstol Santiago, enviado de la divina Providencia para dar socorro al pueblo de su advocación, que invocaba su santo nombre».

Cuentan todas las informaciones posteriores de los españoles, que luego de la matanza de caciques el curso de la batalla giró a su favor. Por ejemplo, Valdivia daba las siguientes razones para entregar a Inés una encomienda en un documento de 1544: «Por cuanto hicisteis que matasen los caciques poniendo vos las manos en ellos, que fue causa que la mayor parte de los indios se fuesen y dejasen de pelear viendo muertos a sus señores, que es cierto que si no murieran y se soltaran, no quedara español vivo en toda la dicha ciudad. Y después de muertos los caciques salisteis a animar los cristianos que andaban peleando, curando a los heridos y animando a los sanos». Cuesta creer sin embargo, que un bravo ejército de ocho mil indios que iba ganando una pelea tan crucial para su destino, haya mermado en ánimo hasta terminar derrotado por aquella circunstancia. Decisivo o no, parece que el brutal acto de Suárez y el liderazgo que luego asumió, mejoró la moral española, al tiempo que el ímpetu de los indios fue decayendo. Y al final de la tarde, sellaba la victoria de los primeros santiaguinos una violenta carga de caballería liderada por Francisco de Aguirre, cuya lanza terminó con «tanta madera como sangre, y con su mano tan cerrada en ella, que cuando quiso abrirla no pudo, ni otro alguno de los que procuraron abrírsela, y así fue último remedio aserrar el asta por ambas partes, quedando metida la mano en la empuñadura sin poder despegarse hasta que con unciones se abrió, al cabo de veinte y cuatro horas».
Pero con la victoria llegó también la más completa ruina. Valdivia describe el estado calamitoso en que quedó la colonia: «Mataron veintitrés caballos y cuatro cristianos, y quemaron toda la ciudad, y comida, y la ropa, y cuanta hacienda teníamos, que no quedamos sino con los andrajos que teníamos para la guerra y con las armas que a cuestas traíamos». Para alimentar a un millar de personas, entre españoles y yanaconas, solo se salvaron «dos porquezuelas y un cochinillo, y una polla y un pollo, y hasta dos almuerzas de trigo», es decir, lo que cabe en las dos manos juntas y ahuecadas. Mariño de Lobera añade, «y vino su calamidad a tal estrecho que el que hallaba legumbres silvestres, langosta, ratón, y semejante sabandija, le parecía que tenía banquete».
El gobernador, diestro con la pluma como con la espada, resumió estas miserias en la siguiente frase de una carta dirigida al Rey: «Los trabajos de la guerra, invictísimo César, puédenlos los hombres soportar. Porque loor (honor) es al soldado morir peleando. Pero los del hambre concurriendo con ellos, para los sufrir, más que hombres han de ser».
Por mucho menos se habían devuelto las huestes del adelantado Almagro. Los de Valdivia en cambio, resueltos a permanecer en la indómita tierra de Chile, enfrentaron la pobreza con notable tenacidad. Inés Suárez, quien había salvado el tesoro de los tres chanchos y dos pollos, se encargó de su reproducción. Buena costurera, también zurcía los harapos de los soldados y les confeccionaba prendas con cueros de perro y otros animales. El puñado de trigo se reservó para sembrarlo, y una vez cosechado, aún lo sembraron dos veces más sin consumir nada. Entretanto, se alimentaron de raíces y de la caza de alimañas y pájaros.
De día araban y sembraban armados. De noche una mitad hacía guardia en la ciudad y las siembras. Reedificaron las casas ahora con adobe, y construyeron un murallón defensivo, del mismo material, de unos tres metros de alto, alrededor de la plaza dicen unos historiadores y otros, que con centro en ella abarcaba un perímetro de nueve manzanas. Ahí almacenaban las provisiones que lograban recolectar, y se refugiaban «en habiendo grita de indios», mientras los de a caballo salían «a recorrer el campo y pelear con los indios y defender nuestras sementeras».
Enviaron a Alonso de Monroy con otros cinco soldados a pedir socorro al Perú. Y para que allá viesen la espléndida prosperidad de este país y se animaran a venir, el astuto Valdivia ideó una singular táctica de mercadeo: hizo fundir todo el oro que pudo reunir y fabricó para los viajeros vasos, empuñaduras y guarniciones para las espadas, y estribos.
Salieron de Santiago en enero de 1542, pero los indios diaguitas del valle de Copiapó mataron a cuatro y los sobrevivientes, Monroy y Pedro de Miranda, no lograron escapar del cautiverio sino hasta tres meses después. Recién en septiembre de 1543, a dos años del incendio de Santiago, llegaba a la bahía de Valparaíso un barco con el anhelado socorro.
Valdivia estaba fuera de Santiago cuando un yanacona le avisó que había visto pasar dos cristianos viniendo de la costa a la ciudad. Partió al galope de vuelta, y al ver al piloto de la nave y su acompañante, el recio conquistador quedó mudo, mirándolos, y al rato rompió en llanto. «Arrasados los ojos de agua» cuenta el testigo Vivar, y añade que en silencio se fue a su aposento, «e hincadas las rodillas en la tierra y alzando las manos al cielo, sacó el habla y dio muchas gracias a Nuestro Señor Dios que en tan gran necesidad había sido servido de acordarse de él y de sus españoles». Poco después, en diciembre, entraba al valle del Mapocho el incansable Monroy, a la cabeza de una columna de setenta jinetes.
Católicos devotísimos, la hueste conquistadora se encomendaba, ante todos estos trances, a una pequeña figura de la Virgen de madera policromada, que Valdivia había traído de España y le acompañaba a todas partes sujeta a una argolla de su montura. Si su teniente lograba volver con socorro, el gobernador había prometido levantar una ermita para honrarla. Con el tiempo la ermita llegó a ser la iglesia de San Francisco en La Alameda, el edificio más antiguo de Santiago. Y ahí está todavía, la diminuta imagen de Nuestra Señora del Socorro, presidiendo el altar mayor. Ya hace mucho olvidada por los santiaguinos, es el único vestigio de la edad embrionaria de Chile que perdura.
Ya repuesta la colonia, Valdivia siguió con su plan de conquista. Fomentó el retorno de los naturales a sus sementeras y se ganó como aliado a su entonces enemigo Michimalonco y sus acólitos, quienes no hostilizaron más a los santiaguinos, estableciéndose incluso una suerte de comercio entre las comunidades indígenas y española.

### Expansión de la colonia

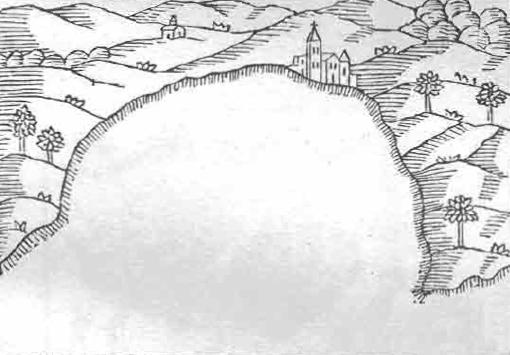
Ciudad de La Serena. En Histórica relación del reino de Chile, por el P. Alonso de Ovalle. Roma, 1646.

El refuerzo traído por Monroy aumentaba el contingente español a doscientos soldados, y las mercaderías del barco Santiaguillo ponían temporalmente a término a la estrechez en Santiago. Valdivia hubiese querido partir de inmediato a conquistar los territorios del sur, pues tenía fundados temores que otros conquistadores con provisiones reales viniesen por el Estrecho de Magallanes. Ya en 1540, cuando su expedición se acercaba al valle del Mapocho, los indios contaban haber divisado una nave en las costas de Chile. Era la de Alonso de Camargo, sobreviviente de una fracasada expedición que con autorización real, había entrado por el Estrecho de Magallanes desde España.
Las fatigas y peligros que afrontaron Monroy y Miranda en su aventura por el desierto revelaron la urgencia de destinar algunos soldados a establecer un puerto intermedio entre la bahía de Valparaíso y el Callao, y una escala terrestre para mejorar la extenuante y arriesgada ruta que comunicaba la todavía precaria colonia chilena. Con tal propósito encargó en 1544 al capitán de origen alemán Juan Bohón, en compañía de unos treinta hombres la fundación de la segunda ciudad del territorio. En el valle que los naturales llamaban Coquimbo se estableció La Serena, nombrada así por la patria del jefe conquistador. El lugar fue escogido por su fertilidad y por su cercanía a las minas de oro de Andacollo, a solo seis leguas al interior, que en aquel tiempo ya habían explotado los indios comarcanos para tributar al Inca.

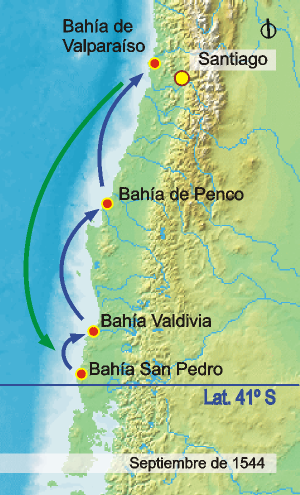
Expedición marítima de Juan Bautista Pastene en las naves San Pedro y Santiaguillo.
En el título extendido a Pastene en 1544, Valdivia le ordena llegar «hasta el Estrecho de Magallanes», seguramente sabiendo que su descubridor lo había ubicado más allá de la latitud 50°S. Sin embargo, Pastene se detuvo en la latitud 41°S Es posible que el marino, que según el mismo Valdivia era «persona de mucha honra, fidelidad y verdad», haya tenido a la vista algún documento oficial que indicaba que el territorio asignado a Valdivia llegaba solo hasta el paralelo 41°S. Al menos la concesión que le hizo el virrey La Gasca con posterioridad a esta exploración, en 1547, señalaba al Gobernador una extensión entre Copiapó y el grado 41 de latitud austral.
En carta a Carlos V escrita un año después del viaje de Pastene, Valdivia se cuida de hacer un cambio sutil al referirse a la orden dada al navegante. Dice: «le envié a descubrir esta costa hacia el Estrecho de Magallanes».
Acompañaron a Pastene el tesorero Jerónimo de Alderete, el capitán Rodrigo de Quiroga, el escribano Juan de Cárdenas, Diego Osorio de Cáceres, Antonio Farabarano, Juanes de Mortedo, Juan Ellas, el capitán Pedro Esteban, y Antonio Venero.

En el invierno de ese año llegó a Valparaíso otro barco, el San Pedro, enviado por Vaca de Castro, gobernador del Perú a la sazón, y piloteado por Juan Bautista Pastene, «genovés, hombre muy práctico en la altura (hábil para medir la latitud) y cosas tocantes a la navegación». En septiembre otorga al experimentado navegante italiano el pretencioso título de Teniente General de la Mar del Sur para que con los dos pequeños barcos, el San Pedro y el Santiaguillo, reconociera las costas meridionales de Chile hasta el Estrecho, y tomara posesión de todo ese territorio «por el emperador Don Carlos, Rey de las Españas y en su nombre por el gobernador Pedro de Valdivia». La «armada» solo llegó hasta una bahía que llamaron San Pedro, como la nave capitana, más o menos en la latitud de la actual ciudad de Osorno. De regreso descubrieron y tomaron posesión de la bahía de Valdivia (Anilebu), posiblemente la desembocadura del río Cautín, la del Biobío y la bahía de Penco. La fertilidad de las tierras avistadas, la abundante población indígena, y la envergadura de los cauces fluviales que hacían palidecer al Mapocho, redoblaron la ansiedad de Valdivia por partir a la conquista del sur.
Pero sus fuerzas eran todavía insuficientes para lanzarse a esas comarcas densamente pobladas y hacer efectiva la posesión proclamada por sus exploradores. Era por tanto indispensable la venida de más soldados si bien, como ya se sabe, «no llevando oro era imposible traer un hombre». Dedicó entonces en el verano de 1545, grandes esfuerzos para extraerlo de los lavaderos de Marga Marga y Quillota, y pese a que buena parte del oro extraído no pertenecía a Valdivia, este se las arregló para hacerse de la porción que correspondía a sus subalternos. Por las buenas y por las malas: Cuentan que el devoto Gobernador aprovechaba las misas para «predicar» la conveniencia de entregarle el oro para enviar por nuevo refuerzo y socorro, «y el que no se lo prestase supiese que se lo sacaría. ¡Y el pellejo con ello!».
Obtuvo finalmente alrededor de veinticinco mil pesos que entregó a Monroy, junto a unos poderes que le facultaban para contraer deudas a nombre de Valdivia, para que viajase nuevamente al Perú, ahora en compañía de Pastene en el San Pedro. Uno por tierra y el otro por mar traerían hombres, caballos y mercaderías.
Más todavía otra preocupación rondaba la mente de Valdivia: Aún se le daba el título de Teniente de Gobernador de la provincia de Chile. Así le llamaba el gobernador Vaca de Castro en un documento que Monroy había traído a su regreso del Perú, y también en las autorizaciones que trajo Pastene. Aunque Valdivia ocultó estos documentos y siguió llamándose Gobernador, ya se le hacía indispensable obtener una confirmación de su cargo por el Rey, y para ello decidió enviar con Monroy y Pastene a un tercer emisario, que pasando por el Perú debía continuar a España. En notable desacierto como se verá después, escogió para este cometido a Antonio de Ulloa, quien se había ganado la confianza del Gobernador pese a ser uno de los cómplices de Pedro Sancho de la Hoz en aquel intento de asesinato en Atacama.
Este delegado llevó cartas de Valdivia que daban pormenorizada relación al Rey de sus esfuerzos en esta conquista y las características del territorio. En una de ellas, dibuja entusiasmado al emperador Carlos V un complaciente cuadro de Chile.

Y para que haga saber a los mercaderes y gentes que se quisieren venir a avecindar, que vengan, porque esta tierra es tal, que para poder vivir en ella y perpetuarse no la hay mejor en el mundo. Dígolo porque es muy llana, sanísima, de mucho contento. Tiene cuatro meses de invierno, no más, que en ellos, si no es cuando hace cuarto la luna, que llueve un día o dos, todos los demás hacen tan lindos soles, que no hay para qué llegarse al fuego. El verano es tan templado y corren tan deleitosos aires, que todo el día se puede el hombre andar al sol, que no le es importuno. Es la más abundante de pastos y sementeras, y para darse todo género de ganado y plantas que se puede pintar. Mucha y muy linda madera para hacer casas, infinidad otra de leña para el servicio dellas, y las minas riquísimas de oro, y toda la tierra está llena dello, y donde quiera que quisieren sacarlo allí hallarán en qué sembrar y con qué edificar y agua, leña y yerba para sus ganados, que parece la crio Dios a posta para poderlo tener todo a la mano.
Pedro de Valdivia, La Serena, 4 de septiembre de 1545

A propósito de esta descripción generosa, se solía decir con sarcasmo en Santiago, «que la calefacción de esta ciudad en los antiguos inviernos, consistía en leer la carta de don Pedro de Valdivia, donde dice que en Chile nunca hace frío».
Aquella carta panfletera tenía por finalidad que el monarca le nombrara Gobernador del magnífico reino que como fiel vasallo estaba conquistando. Y tentar a los peninsulares a venir a la conquista y poblamiento de las inmensas extensiones entre Santiago y el Estrecho que Valdivia necesitaba ocupar. O acaso también, a cinco años de haber llegado, el jefe español tenía a Chile ya tan metido en las venas que —como a un hijo— era incapaz de verle un defecto.

## Guerra de Arauco
Entretanto, sus soldados en Santiago insistían en partir al sur. La población indígena de la zona central de Chile disminuyó considerablemente, por las bajas de guerra y dado que muchos huyeron para no servir. Con insuficientes indios para repartir en encomienda entre los 170 conquistadores esperando en la villa capital, la conquista de Chile se detuvo.
La conquista de América se basaba en la encomienda, que consistía en un artificio jurídico simple pero extraordinariamente eficaz: El Papa con su autoridad, había dispuesto que tanto el territorio de las Indias como sus habitantes naturales eran propiedad del rey de España. Los indios, que por decenas de milenios habitaron América, ocupaban ahora de pronto y por decreto suelo del Imperio hispano, y por tanto debían necesariamente tributar. Por otro lado, las expediciones de conquista obtenían poco o ningún financiamiento de la corona, de modo que para compensarlos, el buen monarca, a través de sus representantes en las Indias, cedía o encomendaba un determinado número de indios y su correspondiente tributo a los oficiales y soldados que habían mostrado cierto mérito en la conquista. Pero desde luego los indígenas no tenían dinero con qué tributar, así que este pago era sustituido por trabajo para los encomenderos, que les obligaban a extraer oro de minas y lavaderos. Una vez que el conquistador reunía suficiente oro, era frecuente que volviese a España a disfrutar de su fortuna. El Rey por su parte, ensanchaba de esta manera su imperio.
En enero de 1544, apenas llegado el primer refuerzo de Monroy, Valdivia había asignado las primeras encomiendas, pero la reducida población indígena solo le alcanzó para sesenta de los doscientos vecinos. Peor como no se conocía bien el número de indios que habitaba el área ya conquistada, asignó a esos pocos encomenderos cantidades que no pudieron completarse. Incluso en el reparto de los naturales de la ciudad de La Serena, «para que las personas que envié fuesen de buena gana, decía el Gobernador, les deposité indios que nunca nacieron». Informados de la abundancia de habitantes al sur del río Itata, los soldados que habían quedado sin repartimiento en Santiago urgían por partir cuanto antes allá a fundar una ciudad y someter a los indios comarcanos al rentable régimen de encomiendas.
«Y como era tan grande el ansia que Valdivia tenía de proseguir la conquista», decidió no esperar el refuerzo de Monroy y Pastene, que podía tardar más de un año, y partió al sur de Chile en enero de 1546 con una expedición de sesenta soldados. «Caminó a la ligera, dice Vivar, hasta pasar el caudaloso río de Itata, lo último de lo que él con sus compañeros había conquistado, y de allí adelante no había pasado ningún español». Iban muy contentos viendo la fertilidad de la tierra, su hermosura y abundancia y, sobre todo, la gran multitud de gente que cubría los valles.
Estando en una laguna a cinco leguas al sur del río (tal vez la laguna Avendaño en lo que hoy es Quillón), acometió un reducido grupo de indígenas que fue desbaratado con facilidad. Por el cacique de aquella laguna supo Valdivia que todos los nativos de la región estaban haciendo gran junta para enfrentar a los españoles, y les mandó decir con el jefe indio acompañado de un yanacona traductor, que venía de paz, pero si quisiesen pelear les esperaba.

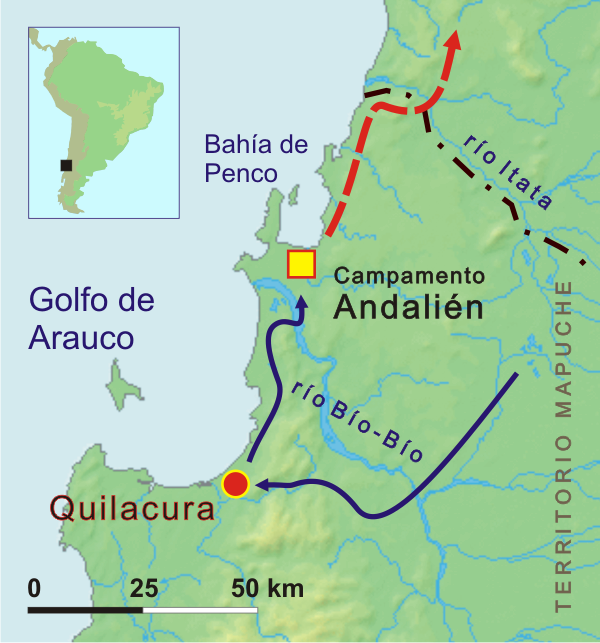
Hipótesis sobre el lugar de la Batalla de Quilacura y los trayectos de la primera expedición de Valdivia al sur del río Itata. Según la Crónica de Jerónimo de Vivar, Quilacura se encuentra a 13 leguas al sur del puerto de mar.
Al cruzar el Itata, los castellanos probablemente comenzaron a buscar el Biobío y la bahía de Penco, cuya latitud sin duda les señaló Pastene. El lugar era ideal para establecer una ciudad, pero sorprendidos por la hostilidad mapuche, debieron retirarse.
febrero de 1546.

Aunque sin palabras, la respuesta fue bastante clara: devolvieron al desdichado yanacona bien apaleado. Caminaron dos días más hasta llegar al paraje de Quilacura, «que está a trece leguas del puerto de mar (la bahía de Penco)». Mientras instalaban campamento bajo la luna llena, de pronto sintieron «tantos alaridos y estruendos que bastaban para aterrar a la mitad del mundo». Eran los araucanos, atacando con furia jamás vista por los españoles. La batalla duró gran parte de la noche, «estando el escuadrón cerrado de indios tan fuertes como si fueran tudescos», es decir, como soldados alemanes, los más bravos que hasta entonces conocían los europeos. Y al fin la ventaja de las cabalgaduras y los arcabuces logró romper el ahogo y salvó a los de Castilla una vez más. Murió el cacique Malloquete y unos doscientos indios, y los extenuados españoles contaron doce soldados malheridos y dos caballos muertos.
Dispersados los indígenas, Valdivia resolvió salir de inmediato del lugar. Se dirigió al valle del río Andalién, donde pudieron descansar y curar heridos. Al otro día capturaron algunos naturales, y supo por ellos que al amanecer siguiente caería sobre los debilitados conquistadores un ejército muchísimo mayor, «pues si de noche no acertaron pocos, querían acometer de día». Ahora sí, los españoles estaban perdidos. Valdivia reunió a sus principales capitanes en una junta de guerra que no demoró en decidir la retirada. Apenas cayó la noche dejaron los fuegos del campamento encendidos para hacer creer a los indios que seguían allí, y regresaron hacia Santiago de prisa pero sigilosamente por la costa, camino diferente al tomado de ida, para despistar más al enemigo. 
Se inauguraba la Guerra de Arauco con los soldados españoles y los feroces araucanos.
Con todo, no fue la retirada española la circunstancia más relevante de aquella primera jornada en tierra araucana, sino un hecho en apariencia intrascendente. Entre los araucanos capturados un mozalbete de unos doce años llamó la atención de Valdivia. Fascinado con su inteligencia y vivacidad decidió hacerlo su paje y caballerizo. El pequeño se llamaba Leftrarú, y era de linaje noble, hijo del cacique Curiñancu. Años más tarde el niño hecho yanacona entraría en la historia como paradigma de su raza aún indómita, el más grande toqui: Lautaro.

La segunda noche vinieron, pasado la media della, sobre nosotros tres escuadrones de indios, que pasaban de veinte mil, con un tan grande alarido e ímpetu que parecía hundirse la tierra y comenzaron a pelear con nosotros tan reciamente, que a treinta años que peleo con diversas naciones de gente e nunca tal tesón he visto en el pelear como éstos tuvieron contra nosotros.
Pedro de Valdivia relata un encuentro con los araucanos, citado por Álvaro Jara en la Guerra y Sociedad en Chile.

## Retorno al Perú

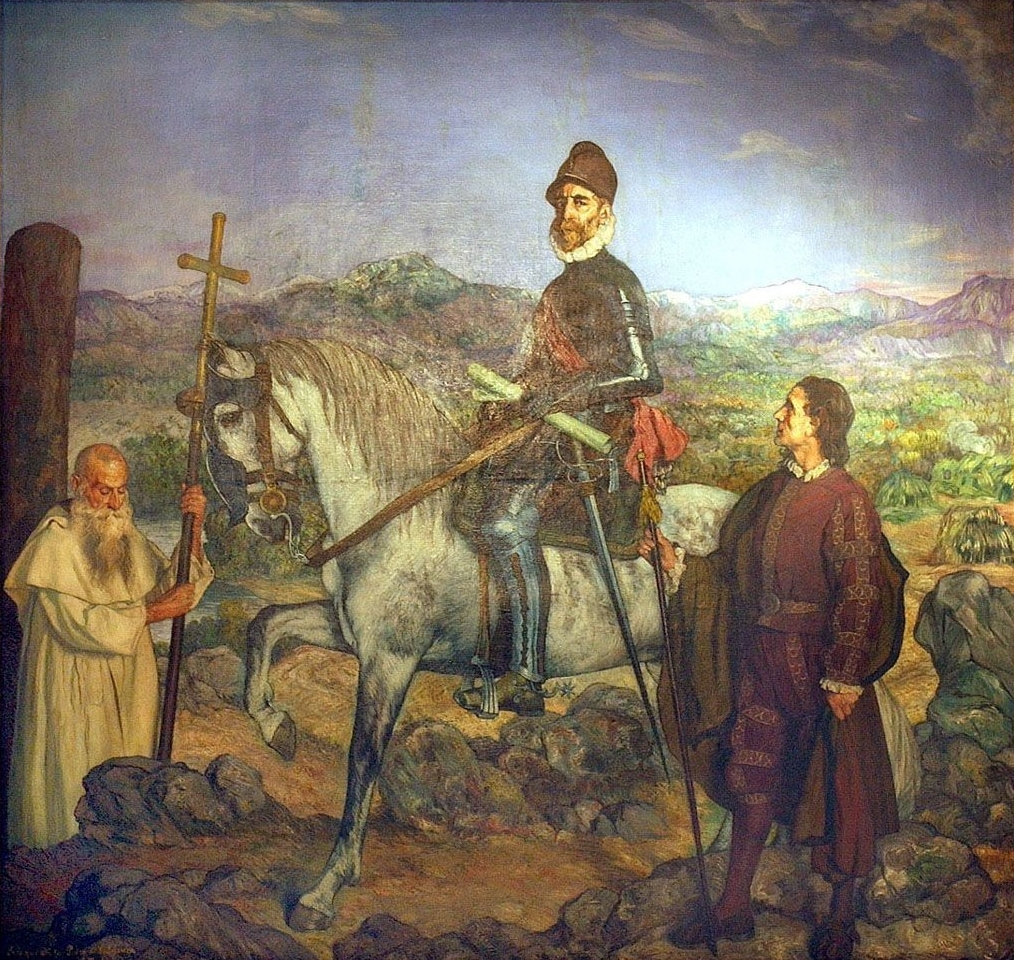
Retrato del capitán Pedro de Valdivia (1942) por Ignacio Zuloaga, Palacio de La Moneda, Santiago de Chile.

La mente del conquistador de Chile se quedó en el sur. Con su copiosa población indígena, el formidable Bío-Bío y la estupenda bahía de Penco, «el mejor puerto que hay en las Indias», dijo. Volvería apenas llegado el refuerzo de Monroy, imprescindible para doblegar al aguerrido dueño de esa tierra. No solo a fundar una ciudad y repartir encomiendas, sino a establecerse él mismo allí, para empujar la conquista hasta el Estrecho de Magallanes, su eterna obsesión.
Pero de Monroy y Pastene nada se sabía. Habían salido de La Serena a fines de 1545, y el viaje por mar al Callao podía demorar algo más de un mes, de modo que hace mucho debían haber enviado yanaconas dando cuenta de sus avances, de acuerdo a las instrucciones del jefe. Temiendo una desgracia, en agosto de 1546, luego de casi un año sin noticias, decide enviar un nuevo delegado. Pidió otro préstamo de oro a los colonos, «voluntario» por supuesto, reuniendo setenta mil pesos, y con duplicados de la correspondencia al Rey despachó a Juan de Ávalos. Pasó otro año más durante el cual, aunque devorado por la impaciencia, se mantenía optimista: aumentó las siembras para recibir a los refuerzos que confiaba arribarían en cualquier momento.
Esperaba en vano. Pues por fin el 1 de diciembre de 1547, a veintiséis meses de su partida, llegó Pastene. Pero venía sin nada. Sin Monroy, sin soldados, sin mercaderías, y sin un peso de oro, en un barco que tuvo que pedir fiado.
En los lavaderos de Quillota ubicó al Gobernador para explicar las razones de aquel fracaso tan cabal. El leal Alonso de Monroy había muerto fulminado por una enfermedad infecciosa poco después de haber arribado al Callao. Antonio de Ulloa le había traicionado. Abrió las cartas que debía llevar al Rey y las leyó «delante de otros muchos soldados y, mofándose de ellas, las rompió». Y se unió a la causa de la rebelión, cuyos representantes habían confiscado el oro y el bergantín San Pedro. Gonzalo Pizarro, que había derrotado y muerto al virrey Núñez de Vela en la batalla de Añaquito, lideraba un levantamiento general de los conquistadores del Perú contra la Corona. La principal causa: bajo la influencia del cura Bartolomé de las Casas en España se habían dictado nuevas ordenanzas que corregían el régimen de encomienda en favor de los indios, y que en la práctica casi lo suprimían. Consternados por lo que consideraban un despojo inaceptable, los encomenderos de ese país aclamaron como caudillo a Pizarro y se declararon en rebeldía. La Corona, en respuesta, había enviado a pacificar la región con los más amplios poderes al clérigo Pedro de la Gasca, que al momento ya se encontraba en Panamá, desde donde mandaba mensajes conciliadores y pedía ayuda a todas las colonias.
Seguramente Valdivia ardía en rabia y frustración ante el enjambre de dificultades: La muerte del más leal de sus colaboradores, la traición de Ulloa y la pérdida de las cartas al Rey.[cita requerida] Incautado el oro, la conquista paralizada por falta de soldados, y su gobierno en peligro por la incertidumbre política. Sin embargo, casi junto con Pastene llegó por tierra Diego de Maldonado, informando que Gonzalo Pizarro, resuelto y ambicioso, preparaba su ejército en Cuzco para enfrentar al enviado del Rey. Era para Valdivia, sin duda, la gran oportunidad de revertir el desafortunado estado de su proyecto: Ir al Perú y ayudar al representante plenipotenciario del Rey a recuperar ese país. Si colaboraba con La Gasca, que como eclesiástico no tenía experiencia militar, este tendría que compensarlo. Quizá nombrándole al fin Gobernador. Llevaría suficiente oro para proveerse de caballos y equipo para los combates, para adquirir embarcaciones y, por cierto, enrolaría él mismo las tropas que necesitaba para la conquista del sur de Chile. Mantuvo eso sí su determinación en secreto.
Porque había un inconveniente. Con el envío de tanto delegado, el oro de la caja del reino y el propio de Valdivia estaban casi agotados. Solicitando un tercer préstamo «voluntario» a los colonos, por otra parte, arriesgaba un amotinamiento. Así que urdió una estratagema coludido con Francisco de Villagra y Gerónimo de Alderete. Anunció que ahora estos dos capitanes irían por refuerzo al Perú, pero que por primera y única vez autorizaba a cualquiera a dejar el país llevando consigo el oro reunido, para demostrar allá que esta tierra no era tan miserable. Al menos quince españoles decidieron aceptar el generoso ofrecimiento, deseosos de abandonar la pobre y peligrosa colonia o bien ir a abastecerse de mercaderías para regresar y venderlas.
A mediados de diciembre estaba todo listo para el viaje desde Valparaíso. Los caudales y bagaje de los afortunados emigrantes debidamente inventariados a bordo del barco que trajo Pastene. Pero antes de partir, Valdivia ofreció una fiesta en tierra para despedir a sus camaradas, que habían enfrentado tantas fatigas junto a él. Mientras se desarrollaba muy animado aquel convite el gobernador de Chile, como el más ruin de los granujas, se las arregló para subir en sigilo a un batel que sus cómplices tenían preparado. Abordó rápidamente el barco y zarpó rumbo al norte. Inmensa fue la sorpresa y luego la furia ante la canallada del apreciado jefe, que se fugaba con todos sus bienes. Los peores insultos de la época iban y venían desde la playa mientras el navío se alejaba en el horizonte.
Pedro de Urdemalas, que así le apodaron las víctimas de la trampa, creía que su excusa era admisible. Al menos para las instancias oficiales, pues a él mismo le habían tomado el oro, pero para una causa contra el monarca. Declaró en el barco ante el escribano Juan de Cárdenas, «que se había entrado en el navío porque convenía al servicio de Su Majestad, y que si hasta entonces no lo había hecho saber, era por no ser estorbado. Voy con determinación, dijo, a buscar un caballero que dicen está en Panamá que viene de parte de Su Majestad para le seguir en su real nombre». Ordenó también a Francisco de Villagra, nombrado ya gobernador interino, que tomara la parte que le pertenecía del producto de los lavaderos y fuera pagando las cantidades confiscadas.
Naturalmente nada de esto tranquilizó a los despojados. Encabezados por Juan Romero concibieron traspasar el gobierno a quien correspondía por real cédula, Pero Sánchez de la Hoz. Estaba este a la sazón en la cárcel de Talagante, y aunque por primera vez desde que se asoció con Valdivia no tramaba absolutamente nada, recibió a Juan Romero y aceptó el ofrecimiento de los perjudicados por el gobernador si bien, temeroso, quiso que otro lo representara. Romero le instó a escribir una carta declarando que sus títulos eran suficientes para hacerse del gobierno en nombre del Rey, y que lo haría siempre y cuando se le prestara suficiente apoyo. Enseguida entregó la carta a Hernán Rodríguez de Monroy, que además de ser enconado enemigo de Valdivia, estaba reputado como de ánimo resuelto. Y lo era en realidad, o más bien temerario, porque partió a entrevistarse con Villagra, y exhibiendo la declaración de Sánchez de la Hoz solicitó su aval.
Francisco de Villagra, que también era decidido, cortó drásticamente y sin contemplaciones la sedición. Hizo detener a de La Hoz, que al reconocer la autoría de la carta de representatividad que tenía Monroy, fue decapitado sin siquiera confesarse, mientras Juan Romero era ahorcado. Con este breve proceso y su sentencia, bastante irregular por lo demás, las conjuraciones sobre la autoridad de Valdivia se diluyeron. Pero ya era mucho. Los descontentos creyeron tener suficiente caudal para que lo sancionara una instancia superior, y se las arreglaron para enviar sus graves acusaciones al Perú.

## Gobernador por el Rey
Valdivia por su parte navegaba contra el tiempo en compañía de Gerónimo de Alderete y unos cuantos más. Consciente que se jugaba el porvenir, intentaba unirse a las fuerzas de La Gasca antes del crucial enfrentamiento con la hueste de Pizarro. Luego de hacer corta escala en La Serena y en la bahía de Iquique, se enteró en el puerto de Ilo de que el enviado del Rey, habiendo pasado ya por Lima, estaba con su ejército en Jauja, y se dirigía a Cuzco para la gran batalla con los rebeldes. Al desembarcar en el Callao y trasladarse a Lima escribe al jefe realista rogándole que demore un día en cada detención, que él marchaba a toda prisa para darle alcance. En la capital se hizo de cabalgaduras y equipo de guerra, y como iba con buen dinero, pertrechó a otros muchos soldados del Perú afines al Rey, que no habían podido acompañar a La Gasca por falta de armas y caballos. Siguió en frenética persecución del Virrey, ahora con su destacamento. «Caminó con tanta prisa, dice Vivar, que hacía en un día lo que el Presidente hacía en tres». Por fin el 24 de febrero de 1548 lo alcanzó en Andahuaylas, a unos 50 km de Cuzco.

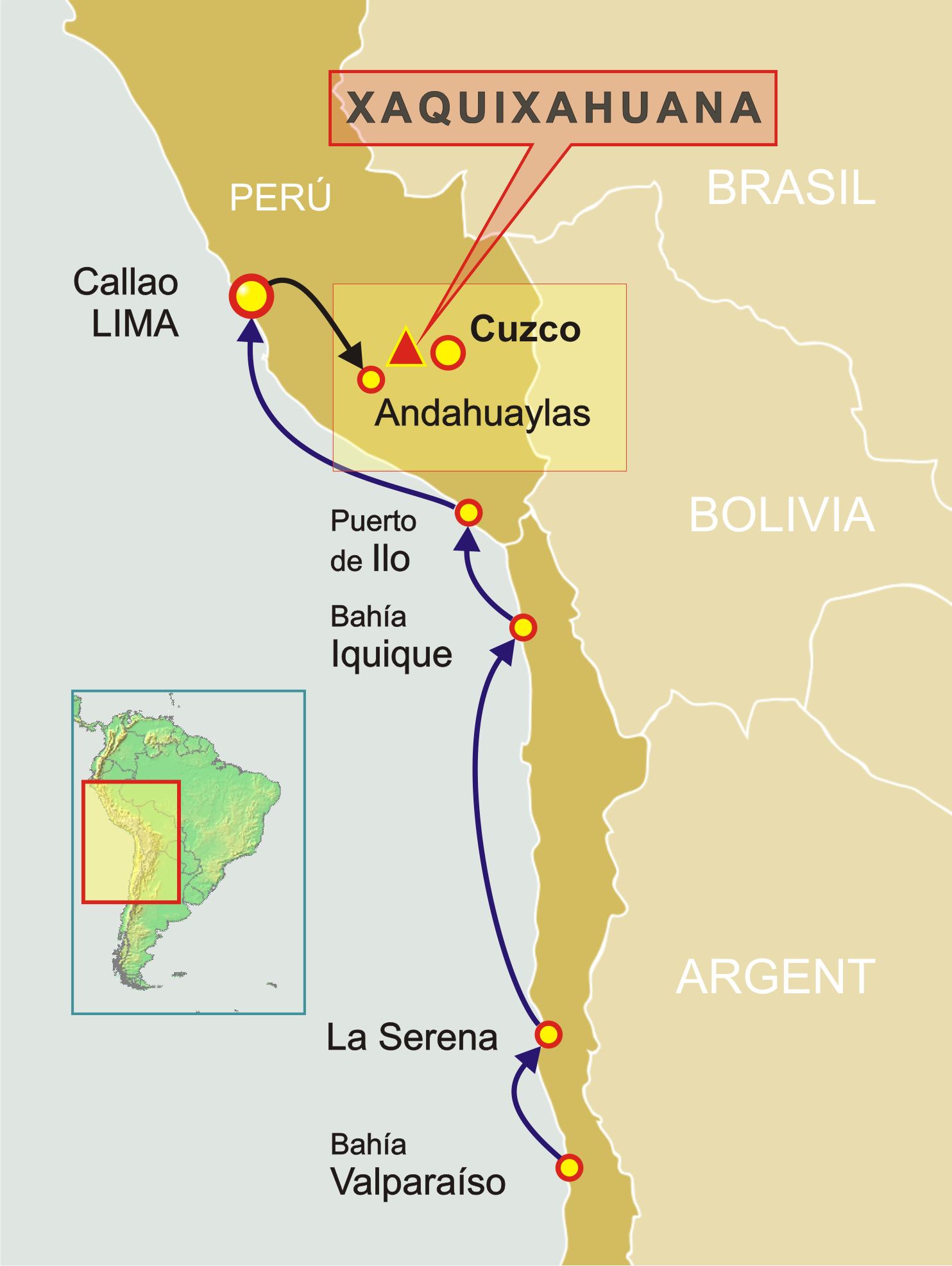
Viaje de Valdivia al Perú y lugar de la Batalla de Xaquixahuana el 9 de abril de 1548. Xaquixahuana o Jaquijahuana es hoy conocida como Pampa de Anta, en la provincia de Anta del departamento de Cuzco.

La recepción de Pedro de la Gasca fue cordial. Los soldados del Perú tenían informado al clérigo de las habilidades de estratega del extremeño, que desde la Batalla de las Salinas era leyenda. Para decepción del que pretendía ser Gobernador de Chile sin embargo, La Gasca le llamó solamente capitán Valdivia. Mas no se desalentó, por el contrario. Nombrado maestre de campo junto al también prestigiado mariscal Alonso de Alvarado, de inmediato desplegó el mayor empeño y toda su inteligencia táctica preparando a la milicia del Rey para sorprender y abrumar a los de Gonzalo Pizarro.
No era fácil. Los revolucionarios habían obtenido gran victoria en la sangrienta Batalla de Huarina, semanas antes, y su jefe de campo era el mariscal Francisco de Carvajal, el mítico Demonio de Los Andes, de indiscutible talento militar y tan valeroso como violento y despiadado. Pero la llegada del igualmente célebre Pedro de Valdivia encendió la moral de los realistas y el cura Virrey había hecho lo suyo, enviando mensajes llenos de bondad y ofreciendo perdón y amnistía a la tropa rebelde y a sus principales capitanes. Más decisivo y en virtud de sus amplios poderes, La Gasca les propuso negociar la aplicación de las nuevas ordenanzas sobre las encomiendas de indios, fisurando así el sustento de la revolución.
A la luz de los hechos parece que, para minimizar el derrame de sangre española, los del Rey apuntaban al centro de la moral del adversario con la siguiente estrategia: Mientras por un lado el sagaz cura mostraba con sus recados toda la comprensión y misericordia de Su Majestad, por el otro Valdivia y Alvarado debían mostrar el insuperable poder del Imperio. Luego de un notable esfuerzo logístico y a marcha forzada, los dos coroneles lograron cruzar con el ejército real el abrupto cajón del río Apurimac, y después de algunas escaramuzas menores, asentarlo de noche tras los escarpados cerros que rodeaban el campo de Pizarro, en el valle de Xaquixahuana, a cuatro leguas de Cuzco.
Instalado en la cima de una colina, cuenta Vivar, apenas despuntó el alba del 9 de abril de 1548, el chileno ordenó a los mejores artilleros disparar cuatro cañonazos a la tienda que parecía ser la principal, la de Pizarro. Los proyectiles hicieron blanco, despedazando a un lugarteniente del líder rebelde e hiriendo a otro par. Pero las bajas eran lo menos importante. Valdivia buscaba el golpe psicológico. Sobrecoger el ánimo de los insurgentes al verse amanecer rodeados por el ejército del Rey al que alguna vez juraron lealtad, que además ocupaba en perfecto orden y distribución las posiciones estratégicas del valle. Le resultó. Francisco de Carvajal, el comandante de las fuerzas de Pizarro, que había militado con Valdivia en Italia pero ignoraba que estuviese en el Perú, reconoció la mano:
—«Valdivia está en la tierra y rige el campo real... ¡O el diablo!», se le escuchó maldecir. Todo estaba hecho. La mayor parte de los soldados rebeldes, impresionados por el arreglo de los escuadrones del frente real, y sin temple para combatir a las poderosas fuerzas imperiales de su amada España, optaron por cambiar de bando al cabo de una corta refriega, y aceptar la amnistía que se les ofrecía.
—«¡Ah... Señor Gobernador, que Su Majestad os debe mucho!», dijo lleno de satisfacción Pedro de la Gasca cuando Valdivia se presentó llevando preso al terrible Carvajal. Lo había conseguido. Era Gobernador de Chile por el Rey.

## Proceso de Valdivia - El regreso a Chile

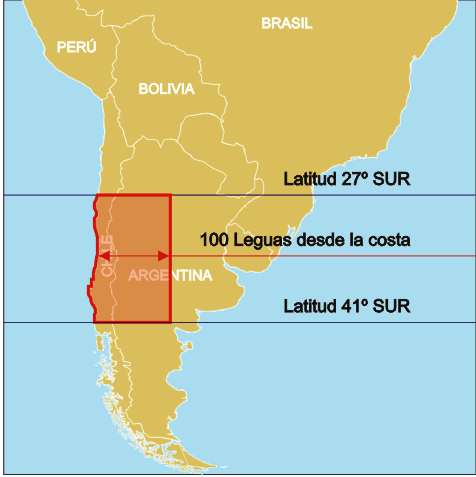
Límites de la Gobernación de Pedro de Valdivia. El 23 de abril de 1548 el virrey del Perú Pedro de la Gasca extendió en Cuzco la cédula que le otorgaba en nombre del rey de España el título de Gobernador y Capitán General de la Nueva Extremadura. El documento establecía los siguientes límites; «Desde Copiapó que está en 27.º de la línea equinoccial hasta la parte sur, hasta cuarenta e uno de la dicha parte, procediendo norte sur derecho por meridiano, e de ancho entrando de la mar a la tierra hueste leste cien leguas». Valdivia pidió que su territorio llegara hasta el Estrecho de Magallanes, pero La Gasca se negó. Más tarde lo solicitó a Carlos V por intermedio de su embajador Gerónimo de Alderete. El monarca accedió cuando Valdivia ya había muerto.

«Cupo darle la Gobernación a él antes que a otro, decía La Gasca, por lo que a S.M. sirvió en esta jornada, y por la noticia que de Chile tiene, y por lo que en el descubrimiento de aquella tierra ha trabajado». Valdivia retomó entonces con vigor los trabajos para la conquista de Chile. Pudo alistar en Cuzco ochenta soldados, los mandó con un capitán a reunir provisiones para el cruce del Despoblado en la entrada de Atacama, y esperar allí al resto de las columnas. Mandó capitanes a hacer gente al este, en la Provincia de Charcas, y al sur, en Arequipa. Partió enseguida a Los Reyes donde compró navíos, caballos, provisiones y pertrechos, zarpando al cabo de un mes con tres naves al sur. Desembarcó cerca de Arequipa para reunirse con la expedición y encaminarla hacia Atacama.
Pero tanta era su avidez de sumar todo recluta posible para someter el sur del país, que no medía consecuencias. Contravino expresas instrucciones de La Gasca en orden a no enrolar algunos connotados pizarristas condenados a galeras por traición al Rey, ni tomar indios peruanos para el apoyo de la travesía del desierto y para el servicio en Chile. Eran estos valiosos para La Gasca, no tan preocupado de abusos, sino de su obligación de recompensar con encomiendas a los impacientes españoles que habían luchado por el bando del Rey contra Pizarro. En el Callao, Valdivia impidió abordar sus naves a los oficiales reales, que pretendían bajar los indios embarcados. Y para completar el cuadro de transgresiones, el gobernador reclutó para Chile alguna soldadesca de mal vivir que «venían robando la tierra e los naturales e aun hecho mui mal tratamiento de los vecinos de Arequipa».
No tardó en llegar esta información al Virrey La Gasca, que acaso pudo dejarla pasar, por el crédito obtenido por Valdivia en Xaquixahuana, y «porque convenía descargar estos reinos de jente». Pero también por entonces supo el presidente de la ejecución en Chile de Pedro Sancho de la Hoz. Se le dijo que la había ordenado Valdivia y que el muerto era portador de una provisión real para el gobierno de Chile. Era demasiado. De ser cierto, La Gasca quedaba en muy incómoda posición; él mismo cuenta con claridad el aprieto en que podía estar metido: «Si fuera verdad que [Valdivia] había muerto a Pedro Sancho teniendo este provisiones de Su Majestad para la gobernación de aquella provincia, en lugar de castigarle por haber muerto al gobernador della, yo le he dado la mesma gobernación». Alarmado, el presidente envió al general Pedro de Hinojosa, hombre de su entera confianza, a dar alcance a Valdivia y averiguar con la mayor cautela sobre las responsabilidades de este en aquellos hechos, entre los soldados del campamento que ya habían estado en Chile. El delegado debía informarse, «con todo el secreto que pudiese, de las cosas de Chile que me habían dicho, i si hayase ser verdad, procurase de hacer volver [preso] a Valdivia y enviar [a Chile] la jente, porque se vaciase algo de la que en esta tierra sobra».
Estaba Valdivia con sus hombres cerca de Tacna por agosto de 1548 cuando Hinojosa se presentó. El enviado del Virrey disimuló sus intenciones para tener tiempo de indagar, diciéndole que estaba allí solo por el asunto de los indios y las fechorías de sus reclutas, que eran insuficientes para tomar medidas contra Valdivia más allá de una amonestación. Luego de un par de días de averiguaciones en el campamento sin embargo, el delegado de La Gasca pudo al menos confirmar que De la Hoz había sido ejecutado en Santiago. Llenó de inmediato una provisión que portaba firmada en blanco por el Virrey, e irrumpió una mañana en la tienda de Valdivia con doce arcabuceros apuntando al Gobernador con las mechas de sus armas encendidas. Conminó al chileno a acompañarle a Lima a rendir cuenta de sus actos ante el presidente. Por cierto la agitación cundió entre el centenar de turbulentos hombres de guerra que acompañaban a Valdivia y, pasada la sorpresa, estaban listos para actuar al primer gesto de su jefe. Hinojosa por su parte tenía solo aquellos doce arcabuceros. Pero tenía la firma del Virrey. Valdivia se contuvo, comprendiendo que debía volver obediente «para no perder lo servido»; su proyecto dependía de ello.
Verlo de regreso en Lima resultó un alivio para Pedro de la Gasca, «que conocía y apreciaba sus servicios y cuya intelijencia no podía ocultársele». Le dijo que «era ejemplo para que todos lo súbditos de Su Majestad supiesen obedecer en aquella coyuntura y tiempo tan vidriados y tierra de bullicios». Más aún, manifestó tener confianza en «que lo que habían dicho de su persona eran falsedades e invidias». Le trató con especial deferencia, permitiéndole deambular libre por la capital del Virreinato mientras desarrollaba la investigación.
Mas no era solo envidia. Como a cualquier gobernante, algunos le aborrecían. Se sentían maltratados, miserablemente despojados por Pedro de Urdemalas, al que tenían por tirano. Da clara cuenta de ello el siguiente incidente: Mientras La Gasca indagaba acerca de lo ocurrido en Chile, en octubre de 1548 llegó al Callao una fragata con algunos soldados de Chile que venían a quejarse de Valdivia personalmente ante el Virrey, «y para que no lo proveyese por gobernador porque no lo recibirían en la tierra». Uno de ellos, sin duda de aquellos defraudados con el oro, no pudo contener la furia al ver en la calle conversando a Valdivia con La Gasca: «Vuestra señoría no debe saber quién es este hombre con el que está hablando... ¡Pues sepa que es un grande ladrón y malhechor, que usó con nosotros la mayor crueldad que ha usado cristiano jamás en el mundo!», y continuó, fuera de sí, insultando a Valdivia. Este nuevamente mantuvo la calma, si bien como es de suponer, le costó.
La Gasca parecía inclinado a permitir su partida a Chile, así que los enemigos de Valdivia, resueltos a impedirlo, redactaron apresuradamente un desordenado pliego que contenía 57 acusaciones, y se lo hicieron llegar. La letanía de denuncias fue bien resumida por Barros Arana: 1) Desobediencia a la autoridad de los delegados del Rey; 2) Tiranía y crueldad con sus subalternos; 3) Codicia insaciable; 4) Irreligiosidad y costumbres relajadas con escándalo público.
El pliego acusatorio sin embargo, tenía un grave defecto: se presentó sin firma. Hombre de Derecho, La Gasca se dio cuenta fácilmente del ardid: «Parecióme —escribió el Virrey— que se me daban tan disimuladamente [los capítulos de la acusación] que se podía sospechar que los que habían sido en darlos querían ser testigos, i por esto tomé información de los que habían sido en ellos delatores». Es decir, se preocupó de establecer bien quienes habían redactado el documento, y como todos los contrarios a Valdivia que venían en la fragata habían participado en ello, ninguno pudo declarar como testigo. Por otra parte, en aquella nave venía también Pedro de Villagra junto a otros vecinos afines a Valdivia, con cartas del Cabildo de Santiago que abogaban a su favor y solicitaban al Virrey le nombrase Gobernador. De esta manera, estos últimos, pero los leales al gobernador que le habían acompañado en su viaje al Perú, eran casi los únicos que conocían los hechos de Chile y estaban habilitados para testificar.
Por su parte, requerido por La Gasca a 30 de octubre de 1548, Valdivia elaboró un largo escrito con su defensa. Según Barros Arana, el acusado se defendió «con la confianza y la entereza del que cree que puede justificar por completo su conducta». Finalmente el presidente pudo establecer, en lo relativo a su principal preocupación, que la provisión real de Sancho de la Hoz le facultaba solo para conquistar y gobernar los territorios al sur del Estrecho de Magallanes (en ese entonces se creía que luego del Estrecho un continente continuaba hacia el sur). Respecto a las otras acusaciones, pudo constatar que «eran falsas, o recaían sobre faltas de poca entidad».
En sentencia del 19 de noviembre de 1548, Valdivia fue absuelto y autorizado a volver a Chile como Gobernador, eso sí, con algunas condiciones. Entre otras, que no tomara represalias contra sus adversarios; que dentro de seis meses de su llegada a Chile, casara o enviara al Perú o a España a su amante Inés Suárez, y readjudicara las encomiendas de indios asignadas a ella; y que devolviese los caudales tomados a particulares; «e que lo que ha sacado y tomado prestado de la caja e hacienda de S.M. lo vuelva a ella, e que de aquí adelante en ninguna manera tome de la dicha caja». Aliviado, Valdivia aceptó de buena gana todo lo que se le impuso, declarando que «así lo cumplirá e tenía pensado cumplir, aunque no se le mandara».
La intensidad de aquellos días exigió también un precio. Cuando regresaba pasando por Arequipa, cerca de la Navidad de aquel año, «dióme una enfermedad, decía él mismo, del cansansio y trabajos pasados, que me puso en el extremo de la vida». Apenas pudo tenerse en pie, sin embargo, el conquistador de Chile siguió adelante: «En término de ocho días y pasadas las fiestas, no bien convalecido, me partí para el valle de Tacana, de donde había salido, y pasé ocho leguas adelante al puerto de Arica».
Volvió a Chile con 200 soldados en enero de 1549 y al llegar a La Serena las dificultades continuaban. Encontró destruida la ciudad y a Juan Bohón muerto con 30 españoles más, a manos de los indígenas del Huasco. Dejó instrucciones a sus capitanes para reconstruirla y castigar a los indios, y luego siguió por mar a Valparaíso arribando en abril de 1549.
Ya en Santiago las cosas mejoraron. Fue recibido con verdadera alegría por los colonos, «como un amigo que ha venido después de mucha ausencia». Confirmó a Francisco de Villagra como teniente de Gobernador por cuanto, le dijo, «me habéis dado buena cuenta y razón de lo que os dejé encargado de parte de Su Majestad, como lo suelen y acostumbran los caballeros de vuestra profesión y calidad».
Como había perdido hombres en la matanza de La Serena, poco después reunió treinta mil pesos de oro y envió a Villagra en uno de los nuevos barcos al Perú. Debía este enrolar cuanto soldado pudiese entre los muchos que allá, sabía Valdivia, no se sentían bien recompensados con encomiendas por sus servicios al Rey en la guerra civil. Le ordenó que su regreso por tierra lo hiciese por el lado oriental de la Cordillera de Los Andes, para que antes de cruzar al oeste dejara algunos de los reclutados allí, en una ciudad que debía fundar en ese territorio, incluido en la gobernación dada por La Gasca.
Mandó también a Francisco de Aguirre a pacificar la región de La Serena y los valles del Huasco y Copiapó. Implacable, Aguirre acorraló y ajustició a los caciques rebeldes, que se habían refugiado en el Valle del Límarí. «Los españoles encerraban vivos a los indios, así hombres como mujeres, en ranchos de paja y, luego, les prendían fuego, haciéndolos morir por partidas de a ciento». Así se eliminó todo peligro para la refundación definitiva de La Serena.
Entonces la mirada de Pedro de Valdivia se dirigió, nuevamente, hacia el sur. Por fin creía estar en condiciones de lanzarse a la invasión y conquista de la tierra de los mapuches, y lo que hubiese más allá.

## Guerra de Arauco

### Batalla de Andalién y fundación de Concepción
En enero de 1550 inició una nueva campaña hacia el sur siguiendo la ruta que había tomado tres años atrás. Valdivia estaba nuevamente enfermo, pero se hizo transportar por los yanaconas durante el trayecto, tomando de cuando en cuando su caballo a cargo de su paje, Lautaro.
El 24 de enero llegó a la zona de Penco y alcanzó el Bío-Bío y lo cruzó, mientras grupos de locales le vigilaban, de noche una masa de dos mil de ellos le atacaron siendo rechazados, tras esto el 22 de febrero llegó al río Andalién, donde acampó.
En la noche se presentó un escuadrón de araucanos de aproximadamente 10.000 individuos dando gran chivateo y pateando la tierra y se trabó una furiosa batalla campal de tres horas, viéndose seriamente comprometida para los españoles, donde una carga a pie y de lanceros alivió la situación dejando un español muerto y varios yanaconas heridos.
Valdivía se atrincheró en el lugar, el cual daría fundamento a la ciudad de Concepción.
Nueve días más tarde se presentaron otra vez los araucanos formados en escuadrones armados con hachas, flechas y lanzas, más mazas y garrotes y atacaron el fuerte. La batalla se decidió en una sola carga de caballería, en el cual murieron o quedaron malheridos 900 indios.
En esta batalla murió ejecutado por Jerónimo de Alderete, su aliado Michimalonco.
A los sobrevivientes, Valdivia los mandó a amputar su mano derecha y nariz como señal de escarmiento y los liberó para que sembraran el pánico, esta forma de hacer la guerra se volvería contra los mismos españoles. Esta acción, además, fomentó el odio irrevocable de un indio que tenía como paje llamado Lautaro.
Valdivia permaneció todo ese año de 1550 en el fuerte de Penco fundando formalmente Santa María De La Inmaculada Concepción, el cual sería el tercer poblado importante después de la Serena y Santiago. Allí se instalaría la Real Audiencia.
Junto a esto, Valdivia estableció una relación con María Encio, venida con él desde Perú y traída desde Santiago e hija de uno de sus prestamistas.
El poblado era un fuerte y estaba rodeado de zonas semipantanosas, además de ser una zona de grandes lluvias e inviernos largos. Valdivia debido a la convalecencia de su enfermedad no pudo avanzar más, en parte también por el avance del invierno.
En el futuro Concepción sería plaza fuerte principal en la Guerra de Arauco.

### Campaña de 1551 y fundación de Valdivia
En febrero de 1551, Valdivia, en compañía de Pedro de Villagra emprende una campaña desde Concepción con 170 soldados, y como siempre, un número no registrado de yanaconas, y llegó hasta las márgenes del río Cautín y funda un fuerte cercano al tributario río Damas, dejando encargado a Pedro de Villagra la misión de terminarlo.

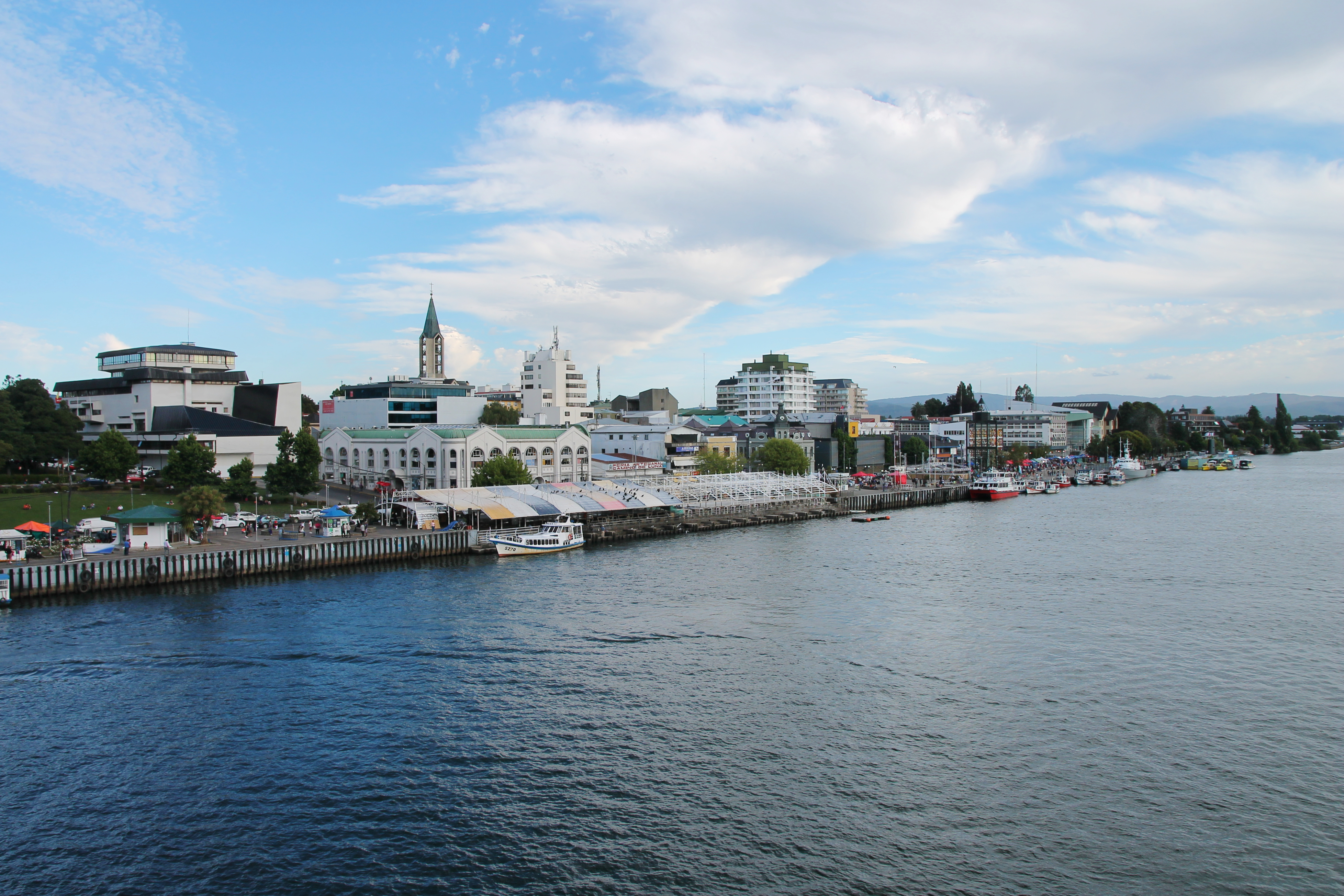
La actual ciudad de Valdivia.

Dentro de esta campaña, llega al valle de Guada(ba)lafquén (actual ciudad de Valdivia), y al notar que esta se encontraba a orillas del Ainilebu (río de los Ainil) que habían denominado siete años antes en honor a él con el nombre de Valdivia, decide fundar una ciudad que llevara por nombre su apellido, es así como funda la ciudad de Valdivia, el 9 de febrero de 1552, a las orillas del río Valdivia, continuación del río Calle-Calle. Un testigo describe el hecho:

Visto el Gobernador tan buena comarca y sitio para poblar una ciudad y ribera de tan buen río, y teniendo tan buen puerto (dice) fundó una ciudad e institutóla ciudad de Valdivia, e hizo Alcaldes y regimiento. Fundóse (concluye) el nueve de febrero año de MDLII
Jerónimo de Bibar

En abril de 1552, vuelve al flamante fuerte con más de un año de operaciones y funda la cuarta ciudad española llamada La Imperial, esto debido a que encontró en los rehenes indígenas unas águilas con dos cabezas talladas en madera, semejante al emblema de Carlos V.
En algún momento de estos acontecimientos su paje Lautaro, se fugó con su caballo, una celada y la corneta de órdenes de Godínez.
La fundación atrajo a muchos colonos debido a la calidad de la tierra, la abundancia de maderas y privilegiado entorno.
Se interna más hacia la cordillera y orillas de un gran lago funda la ciudad de Villarica, como un asentamiento minero debido a la abundancia de minas de plata.
Haciendo un avance en profundidad hacia el sur llega al seno de Reloncaví y divisa a lo lejos la isla de Chiloé. Este es el máximo punto de avance de Valdivia hacia el estrecho de Magallanes.
Este periodo se caracterizó por encontrarse en extraña calma en la guerra de Arauco, de hecho no se registraron más que escaramuzas locales. Valdivia creyó por un momento pacificada la región debido al escarmiento dado a los indígenas en la batalla de Andalíen.
En la realidad la extraña apatía mapuche obedecía a otras causas.
Valdivia instruyó a Gerónimo de Alderete a viajar a España encargándole confirmar su nombramiento de Gobernador por real cédula, entregar el Quinto Real y traer a Chile a su esposa Marina Ortiz de Gaete.

### Campaña de 1553
Funda Valdivía en el verano de 1553 los fuertes de Tucapel, Arauco y Purén y establece los cimientos de la quinta y última ciudad fundada por el conquistador, Los Confines de Angol, cercano a los fuertes ya mencionados.
En 1553 se fugaron algunos auxiliares de las minas de Villarica y mataron a un español.
Los capitanes de los fuertes advirtieron los síntomas inequívocos de un alzamiento indígena y dieron la alarma a Concepción.
Valdivia despachó a Gabriel de Villagra hacia La Imperial y a Diego de Maldonado con cuatro hombres hacia Tucapel. En el camino, indios los emboscaron, sobreviviendo Maldonado y un cuarto hombre herido de gravedad quien pudo arribar al fuerte de Arauco.
Paralelamente, indígenas- al mando de Caupolicán - introdujeron armas encubiertas en el fuerte de Purén y, de no ser por el aviso de un indio delator, más unos refuerzos llegados a cargo de Gómez de Almagro desde La Imperial, los españoles habrían sufrido una carnicería ya que hordas de indios se habían reunido a la hora de la siesta para atacar el fuerte. Los españoles observaron que los indios atacaban en forma muy distinta a batallas anteriores y organizada como una copia de las tácticas españolas. Tal fue su efectividad que se encerraron en el fuerte, enviando un aviso a Valdivia sobre la extrema gravedad de la situación.
Los indígenas interceptaron al emisario durante su salida del fuerte, bajo instrucciones de Lautaro, lo dejaron proseguir y ya de vuelta traía la instrucción de Valdivia de reunirse con él en Tucapel, donde fue capturado por las huestes de Lautaro.
Lautaro sacó a relucir su astucia al retener a Gómez de Almagro en el fuerte de Purén, hizo hacer que se capturara a un indio bien adiestrado y apenas los españoles lo interrogaron dijo que apenas salieran españoles del fuerte serían fuertemente atacados.

### Batalla de Tucapel y muerte de Valdivia
Valdivia personalmente al mando salió con 50 jinetes más auxiliares desde Concepción el 23 de diciembre de 1553 en demanda del fuerte de Tucapel, donde creía ya reunidas las fuerzas de Gómez de Alvarado. Pernoctó en Labolebo, a orillas del río Lebu y temprano en la mañana envío una patrulla de avanzada con cinco soldados a cargo de Luis de Bobadilla.

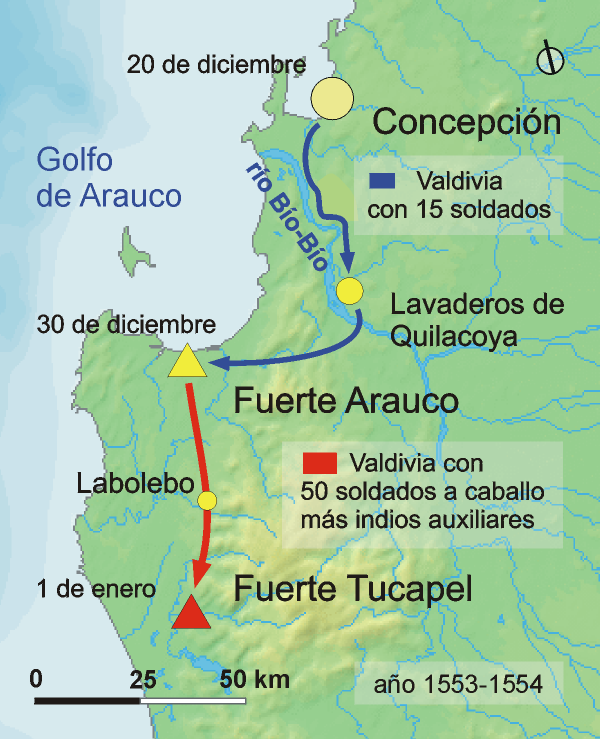
Ruta de Valdivia a Tucapel. Cronología según Barros Arana.

Estando ya a media jornada del fuerte de Tucapel, era muy extraño no tener noticia alguna del capitán Bobadilla. El día de Navidad de 1553, se pone marcha de madrugada y al llegar a las inmediaciones de la loma de Tucapel se sorprende del silencio absoluto reinante. El fuerte estaba totalmente destruido y sin un español en las inmediaciones.
Mientras hacían campamento en las ruinas humeantes, en el bosque se escucharon chivateos (gritos) y golpes en el suelo. Luego un grupo numeroso de indígenas se precipitó hacia los españoles. Valdivia apenas pudo armar sus líneas defensivas y aguantar el primer choque. La caballería cargó sobre la retaguardia del enemigo, pero los mapuches tenían prevista esta maniobra, y dispusieron lanceros que contuvieron enérgicamente la carga. Los españoles lograron descomponer la primera carga de los indígenas[cita requerida], que se retiraron con crecidas bajas desde la loma a los bosques[cita requerida].
Sin embargo, apenas bajaban las espadas cuando irrumpió un nuevo escuadrón indígena; rearmaron líneas y volvieron a dar carga con la caballería. Los mapuches, además de los lanceros, tenían hombres armados con mazas, boleadoras y lazos, con los que lograron desmontar a los jinetes españoles, y asestar golpes de mazo en sus cráneos cuando intentaban erguirse del suelo.
Se repitió una vez más el cuadro: tras el toque de un cuerno, el segundo escuadrón se retiró con algunas bajas, y un tercer contingente se presentó a la batalla. Detrás de esta estrategia de los batallones de refresco estaba Lautaro.
La situación de los castellanos se tornó desesperada. Valdivia ante el cansancio y las bajas, reunió a los soldados disponibles y se lanzó a la lucha encarnizada. Ya la mitad de los españoles yacían en el campo y los indios auxiliares mermaban.

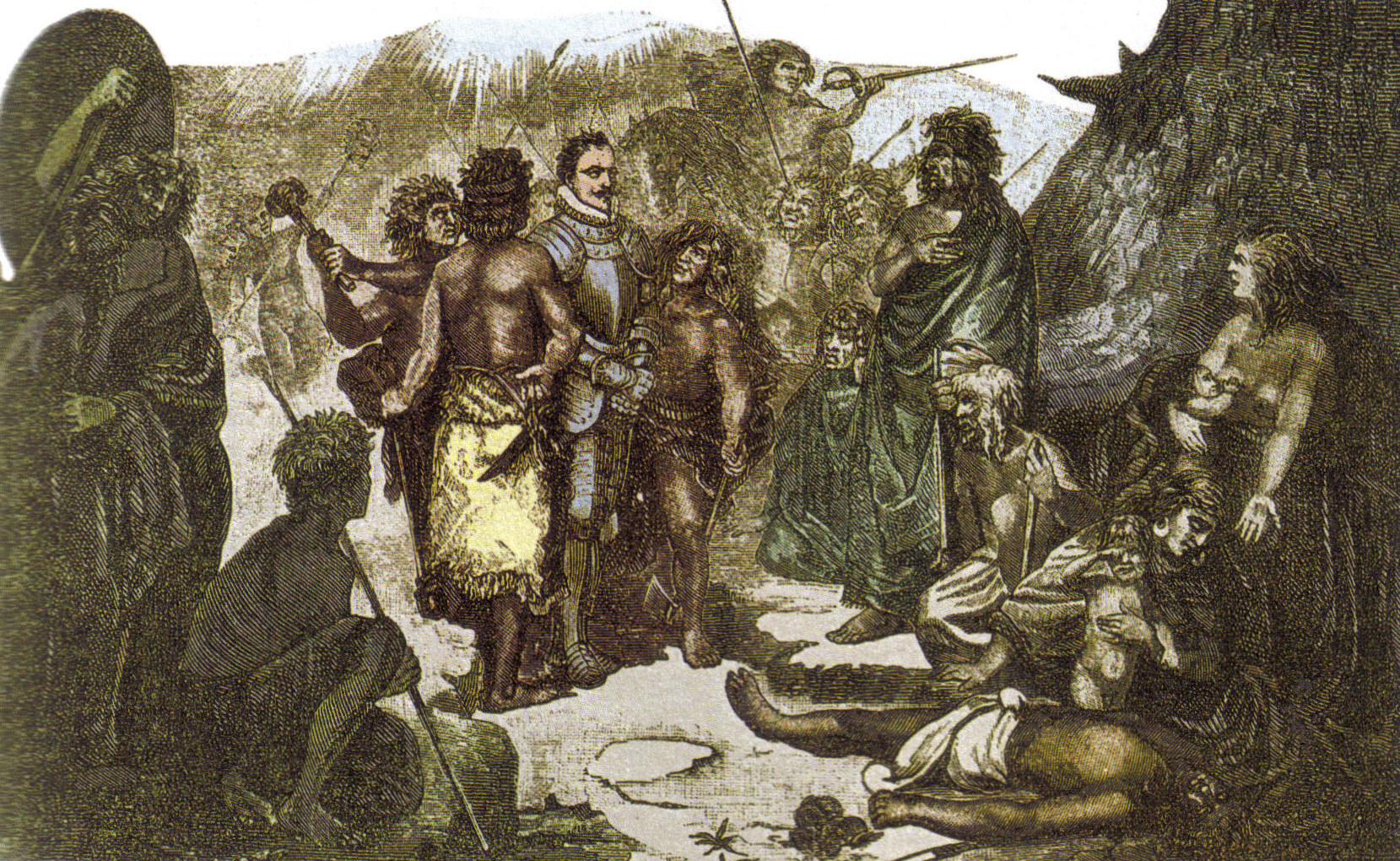
Últimos momentos de Valdivia. Grabado del.

En un momento del combate, viendo que se les iba la vida, Valdivia se dirige a quienes aún le rodean y les dice:

—«¿Caballeros qué hacemos?»—
El capitán Altamirano responde:
—«¡Qué quiere vuestra señoría que hagamos sino que peleemos y muramos!»—

Pronto el resultado de la batalla se definió y finalmente el jefe dispuso la retirada, pero el propio Lautaro cayó por el flanco produciendo el desbande. Era justo lo que Valdivia no deseaba y los indios se dejaron caer uno a uno sobre los españoles aislados. Solo el gobernador y el clérigo Pozo que montaban muy buenos caballos lograron tomar camino de huida. Pero al cruzar unas ciénagas, los caballos se empantanaron y fueron capturados por los indios.
Según algunos historiadores, en un acto de represalia por las mutilaciones y masacre a los indígenas que ordenó luego de la batalla de Andalién, Valdivia fue llevado al campo mapuche donde le dieron muerte después de tres días de torturas, que incluyeron cercenamientos similares a las realizados por el conquistador para escarmentar a los indios en aquella batalla.[cita requerida] De acuerdo a Alonso de Góngora Marmolejo, el martirio continuó con la amputación de sus músculos en vida, usando conchas afiladas de almeja, y comiéndolos ligeramente asados delante de sus ojos. Finalmente extrajeron a carne viva su corazón para devorarlo entre los victoriosos toquis, mientras bebían chicha en su cráneo, que fue conservado como trofeo.[cita requerida] El cacique Pelantarú lo devolvió 55 años después, en 1608, junto al del gobernador Martín Óñez de Loyola, muerto en combate en 1598.
Según la cronista Carmen de Pradales, la muerte de Valdivia aconteció de la siguiente manera:

Estando preso por los indios, éstos decidían cómo castigar a Valdivia. En estas que un jefe indio vino por detrás, cogió un garrote y le arreó un viaje en el cogote. Le esmochó.

 Este relato de la muerte de Valdivia fue uno de los más extendidos oralmente en los primeros momentos entre quienes se encontraban en las inmediaciones de Tucapel.
El fin de Valdivia según Jerónimo de Vivar relatado en su Crónica y relación copiosa y verdadera de los Reynos de Chile (1558), capítulo CXV:

[...] y [Valdivia] de aquel día fatigado, le tomaron los indios. Con un yanacona que allí se halló habló a los indios y les decía que no le matasen, que bastaba el daño que habían hecho a sus españoles. Ansí los indios estaban de diversos pareceres, que unos decían que lo matasen y otros que le diesen la vida. Como es gente de tan ruín entendimiento, no conociendo ni entendiendo lo que hacían a esta sazón, llegó un mal indio, que se decía Teopolican que era señor de la parte de aquel pueblo, y dijo a los indios que qué hacían con el apo [Valdivia] que porque no le mataban, "que muerto ése que manda a los españoles fácilmente mataremos a los que quedan". Diole con una lanza de las que dicho tengo y lo mató.

Ansí pereció y acabó el venturoso gobernador que hasta aquí cierto lo había sido en todo cuanto hasta este día emprendio y acometió. Llevaron la cabeza a Tucapel y la pusieron en la puerta del señor principal en un palo y otras dos cabezas con ella, y teníanlas allí por grandeza, porque aquellos tres españoles habían sido los más valientes, [...] Me informé de yanaconas ladinos e indios que allí se hallaron y escaparon.

## Retrato y autorretrato de Pedro de Valdivia

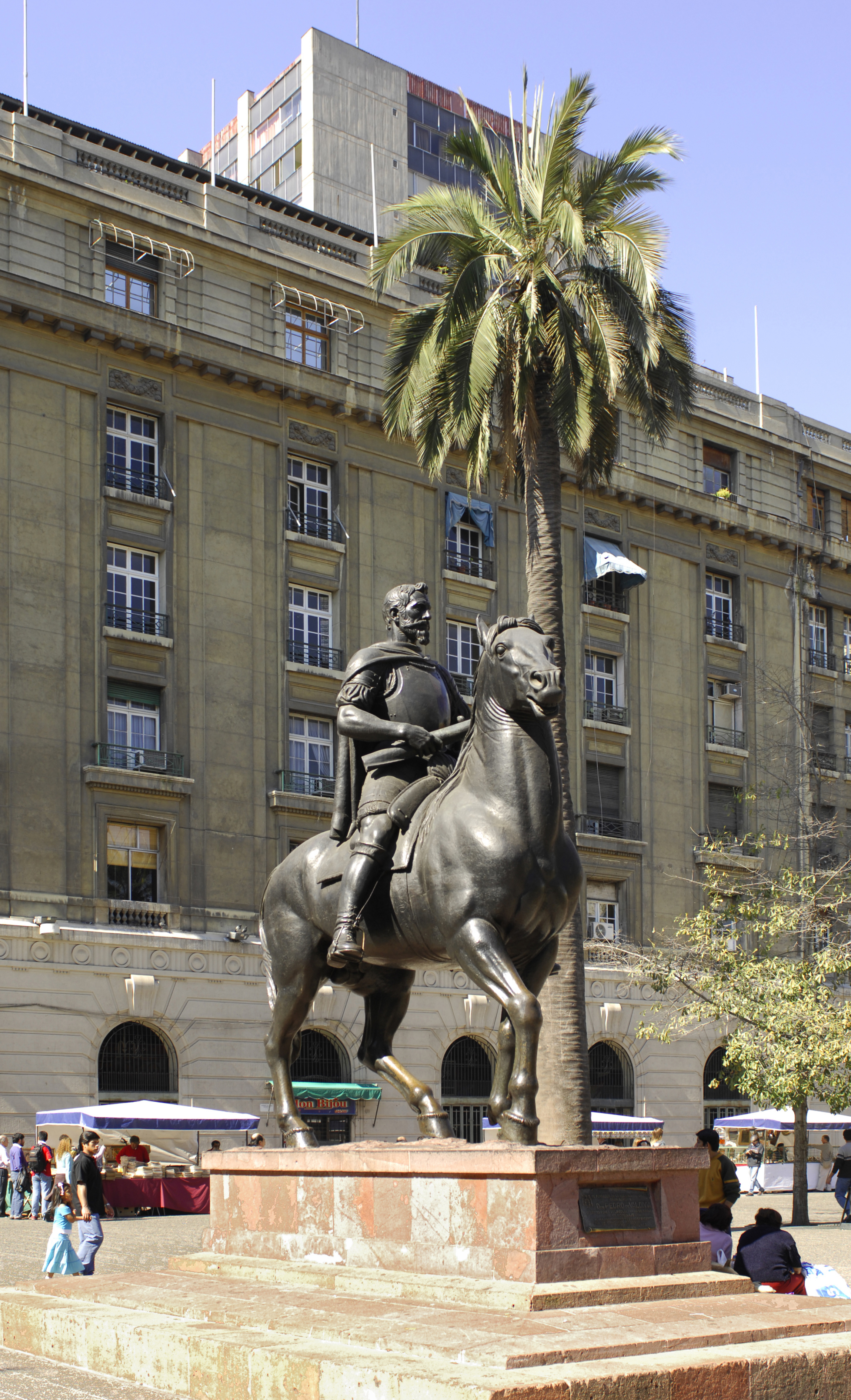
Estatua ecuestre de Pedro de Valdivia en la plaza de Armas de Santiago.

Era Valdivia, cuando murió, de edad de cincuenta y seis años, natural de un lugar de Extremadura, llamada Castuera, hombre de buena estatura, de rostro alegre, la cabeza grande conforme al cuerpo, que se había hecho gordo, espaldudo, ancho de pecho, hombre de buen entendimiento, aunque de palabras no bien limadas, liberal y hacía mercedes graciosamente. Después que fue señor rescebía gran contento en dar lo que tenía: era generoso en todas sus cosas, amigo de andar bien vestido y lustroso y de los hombres que lo andaban, y de comer y beber bien: afable y humano con todos.
Alonso de Góngora Marmolejo, compañero de Valdivia

Para gobernar los vasallos de V.M., fui capitán para los animar en la guerra, y ser el primero a los peligros, porque así convenía. Padre para los favorecer con lo que pude y dolerme de sus trabajos, ayudándoselos a pasar como de hijos, y amigo en conversar con ellos. Geométrico en trazar y poblar; alarife en hacer acequias y repartir aguas; labrador y gañán en las sementeras; mayoral y rabadán en hacer criar ganados. Y en fin, poblador, criador, sustentador, conquistador y descubridor.
Pedro de Valdivia, La Serena, 4 de septiembre de 1545

## Batallas de Valdivia
Pedro de Valdivia fue uno de los pocos conquistadores que era militar de profesión (a diferencia de Cortés o Almagro); de hecho destacó al servicio del rey de España no solo en América sino también en Europa.
- Batalla de Villalar (en el bando comunero)
- Batalla de Pavía (a cargo de una división del tercio del Marqués de Pescara)
- Saco de Roma
- Batalla de las Salinas (Maestre de Campo)
- Batalla de Quilacura
- Batalla de Jaquijahuana
- Batalla de Andalién
- Batalla de Penco
- Batalla de Tucapel

## Homenajes
La ciudad de Valdivia, en el sur de Chile, fue nombrada por él en honor a su apellido. En los siglos posteriores se ha nombrado «Pedro de Valdivia» a diferentes lugares y calles de Chile, entre ellos la oficina salitrera Pedro de Valdivia en el norte del país y la avenida Pedro de Valdivia en Santiago. Lo propio con la Avenida Pedro de Valdivia de Concepción. La gran mayoría de las ciudades chilenas cuentan con una calle, avenida, parque o barrio nombrado en homenaje de don Pedro, el fundador de Chile.
Entre 1939 y 1947 se imprimieron billetes de 20 pesos con el retrato de Pedro de Valdivia como conmemoración de los 400 años de la fundación de Santiago, celebrados en 1941. Entre 1977 y el año 2000 se imprimieron billetes de 500 pesos chilenos con su rostro en el anverso y en 1975 dos astrónomos chilenos descubrieron un asteroide que bautizaron (2741) Valdivia en su honor.
En la Plaza de Armas de Cañete se encontraba los bustos de Pedro de Valdivia y García Hurtado de Mendoza, durante el estallido social manifestantes derribaron y vandalizaron las estatuas. En 2021 la Plaza de Armas sería reconstruida pero no fueron incluidos los bustos. Finalmente en mayo de 2025 las estatuas fueron nuevamente colocadas en la plaza.
| Predecesor: Creación del cargo (Chile Prehispánico) | Gobernador del Reino de Chile 1540-1547 | Sucesor: Francisco de Villagra Velásquez                                                                   |
| Predecesor: Francisco de Villagra Velásquez         | Gobernador del Reino de Chile 1549-1553 | Sucesor: Francisco de Villagra Velásquez Rodrigo de Quiroga López de Ulloa Francisco de Aguirre de Meneses |